# Congressional Black Caucus
O Congressional Black Caucus é um dos caucus do Congresso dos Estados Unidos, representando os membros afro-americanos. Seus membros são exclusivamente Africano-Americano (ou seus pais afro-americano). O caucus é presidido pela representante de Joyce Beatty.
Embora oficialmente não é partidário, a bancada negra é considerado próximo do Partido Democrata. Apenas quatro republicanos negros foram eleitos para o Congresso desde a criação da bancada: o senador Edward Brooke, de Massachusetts, o representante Gary Frank, de Connecticut, o Delegado Melvin H. Evans das Ilhas Virgens Americanas e o representante J.C. Watts de Oklahoma, que se tornou o primeiro membro negro do Congresso por não aderir ao Caucus Negro por causa de laços e também metas do Partido Democrata.
A bancada tem crescido rapidamente. Em 1969, o Caucus tinha nove membros em 2008 eram 43, dois dos quais não têm direito.
O congresso arrecadou em 2008 cerca de 350.000 dólares.

## Membresia atual

### Senado

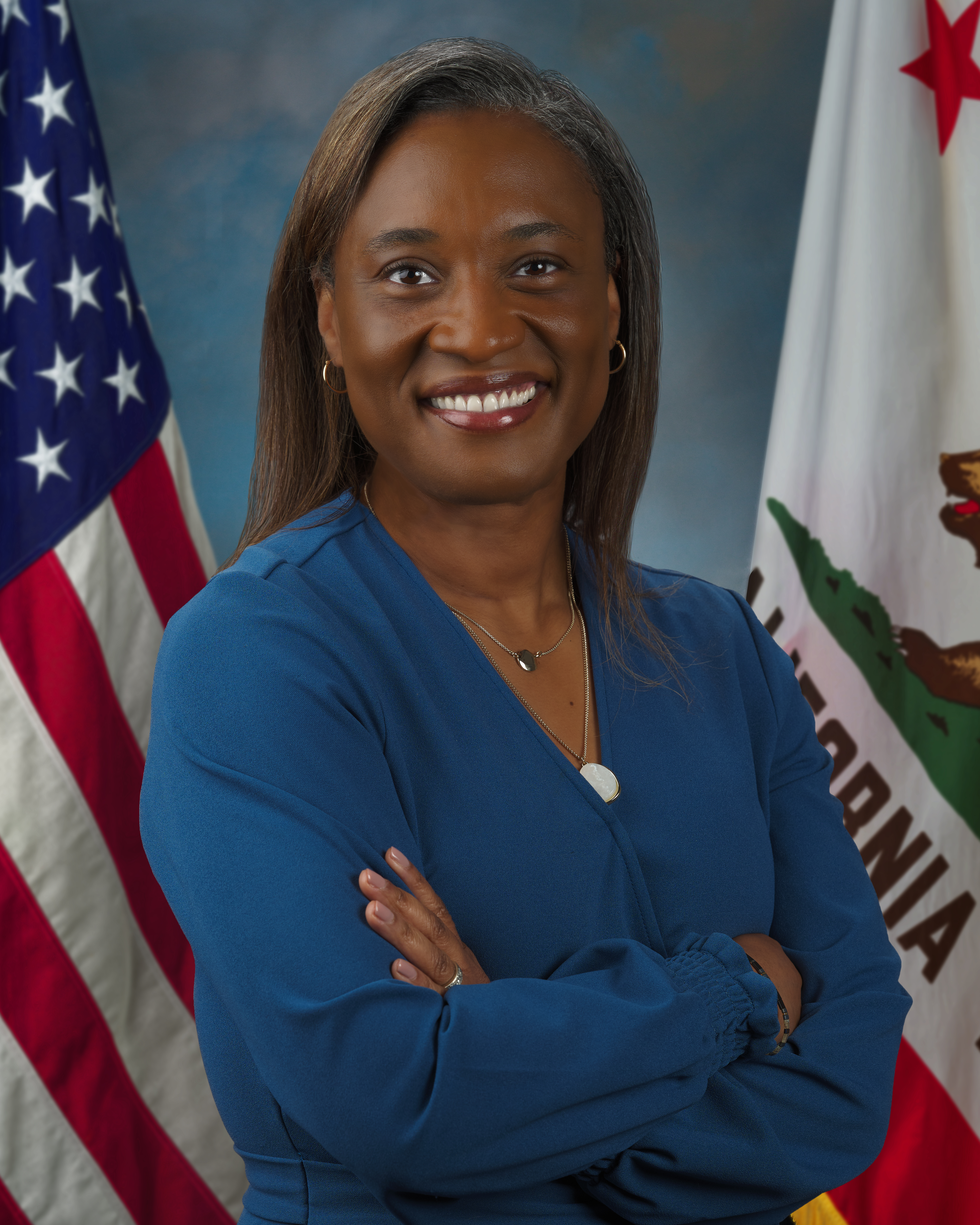
Laphonza Butler (D) (2023-)
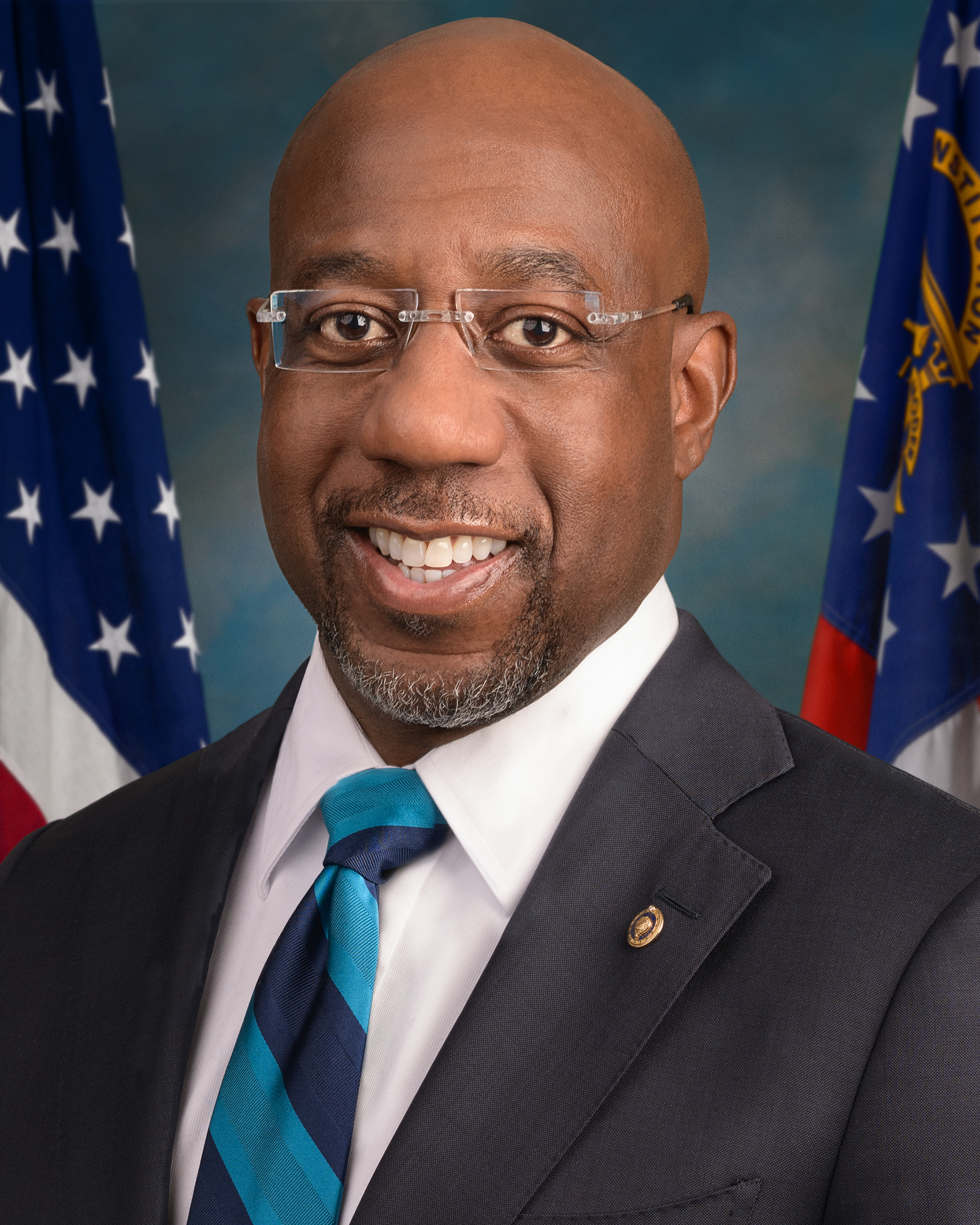
Raphael Warnock (D) (2021-)
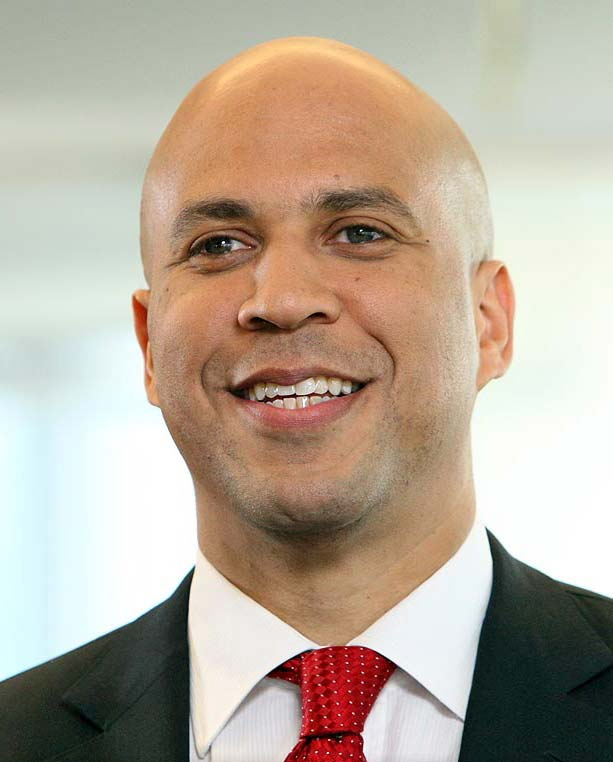
Cory Booker (D) (2013-)

- Califórnia
Laphonza Butler (D)
(2023-)
- Geórgia
Raphael Warnock (D)
(2021-)
- Nova Jérsei
Cory Booker (D)
(2013-)

### Câmara dos Representantes

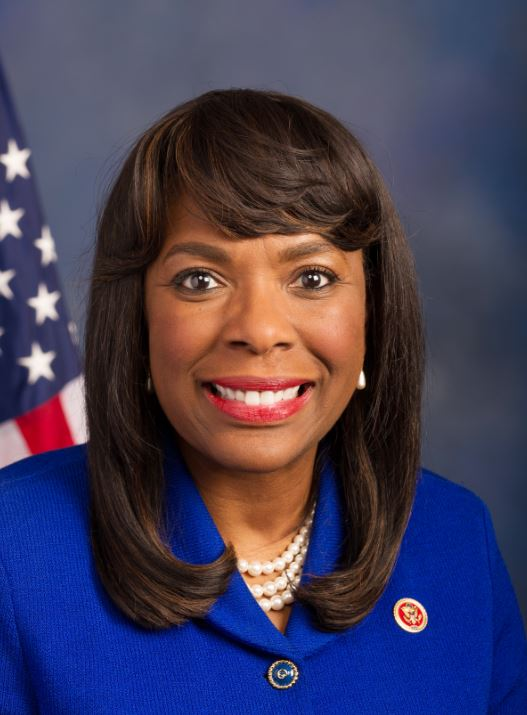
Terri Sewell (D) (2011-)
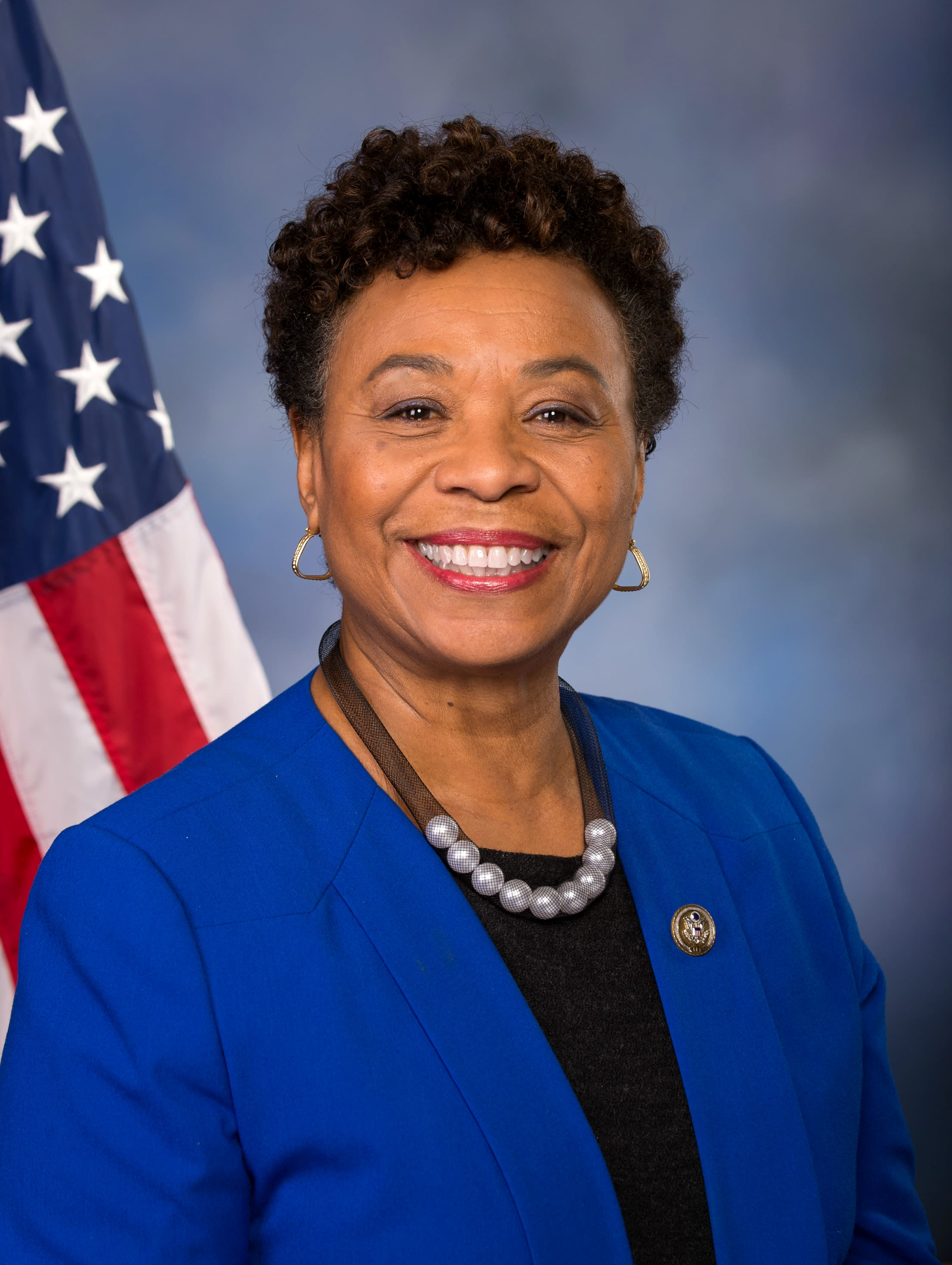
Barbara Lee (D) (1998-)
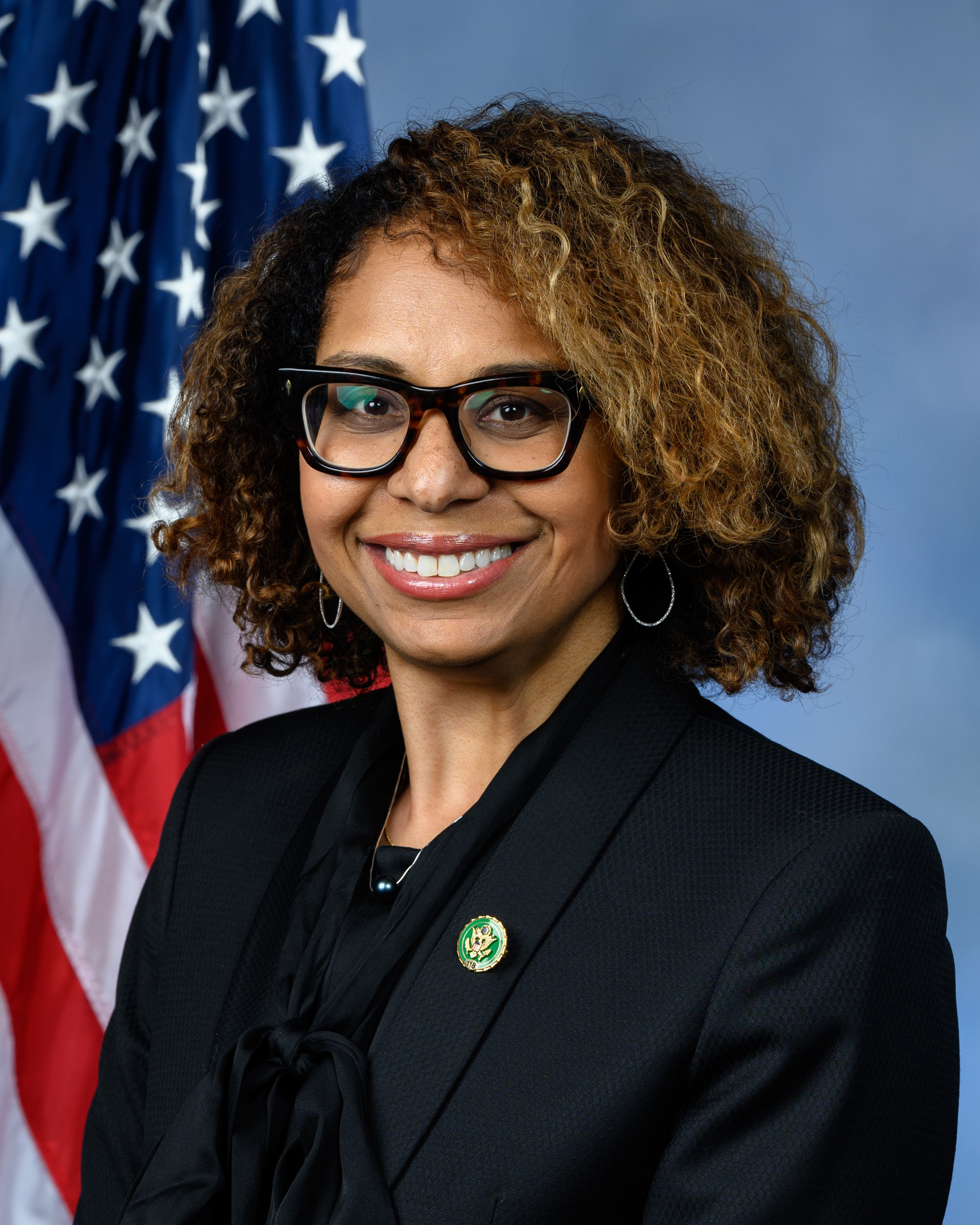
Sydney Kamlager-Dove (D) (2023-)
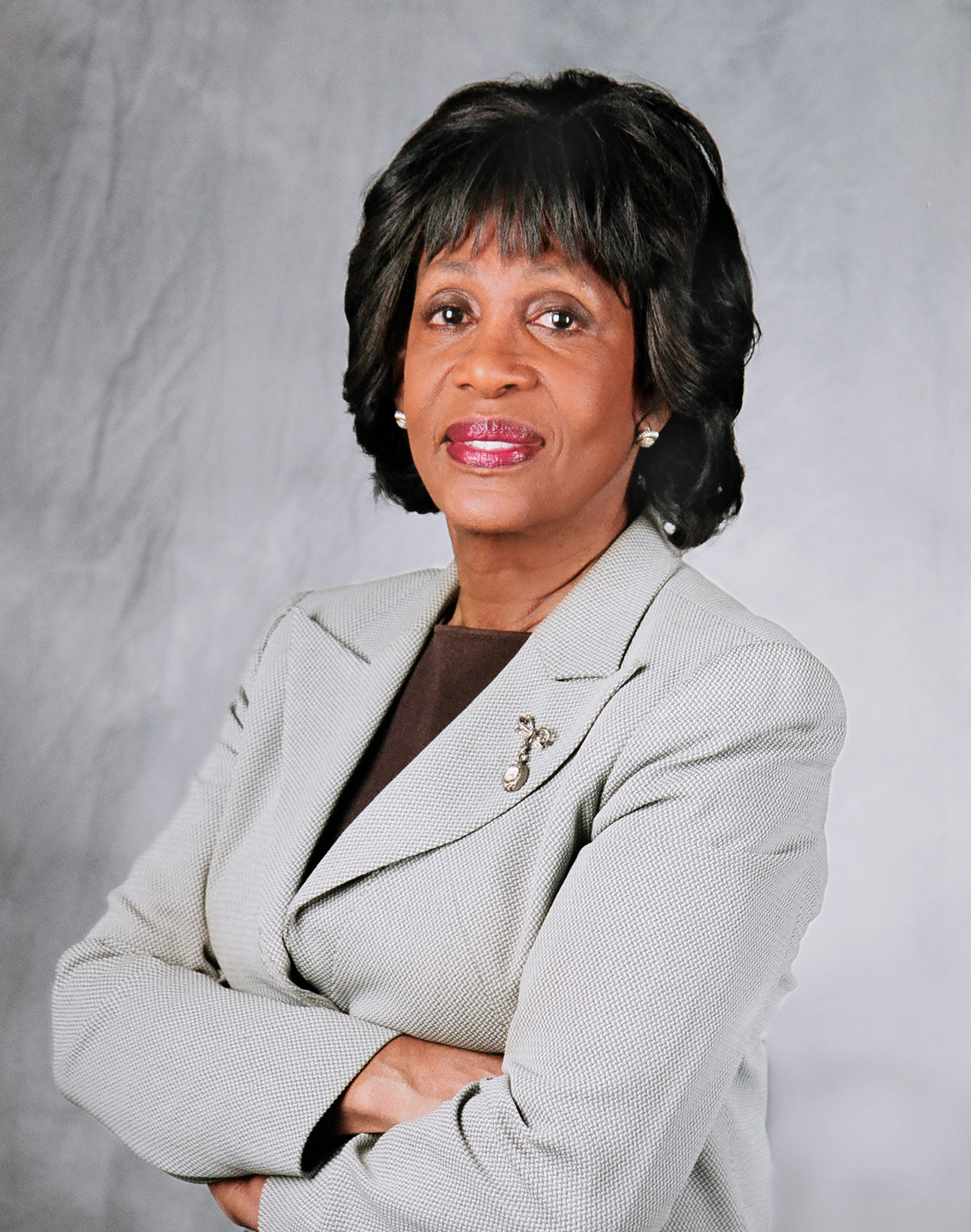
Maxine Waters (D) (1991-)
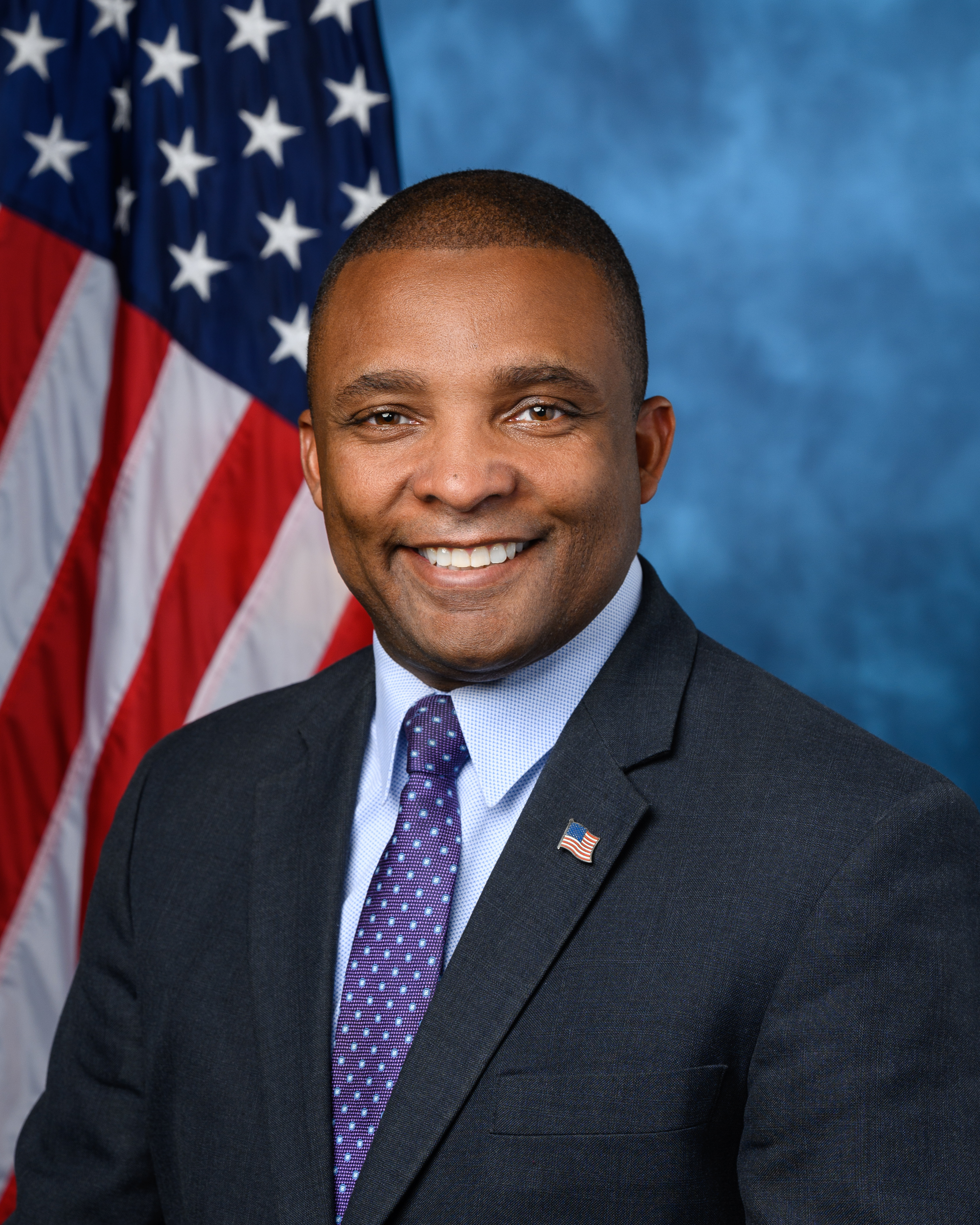
Don Davis (D) (2023-)
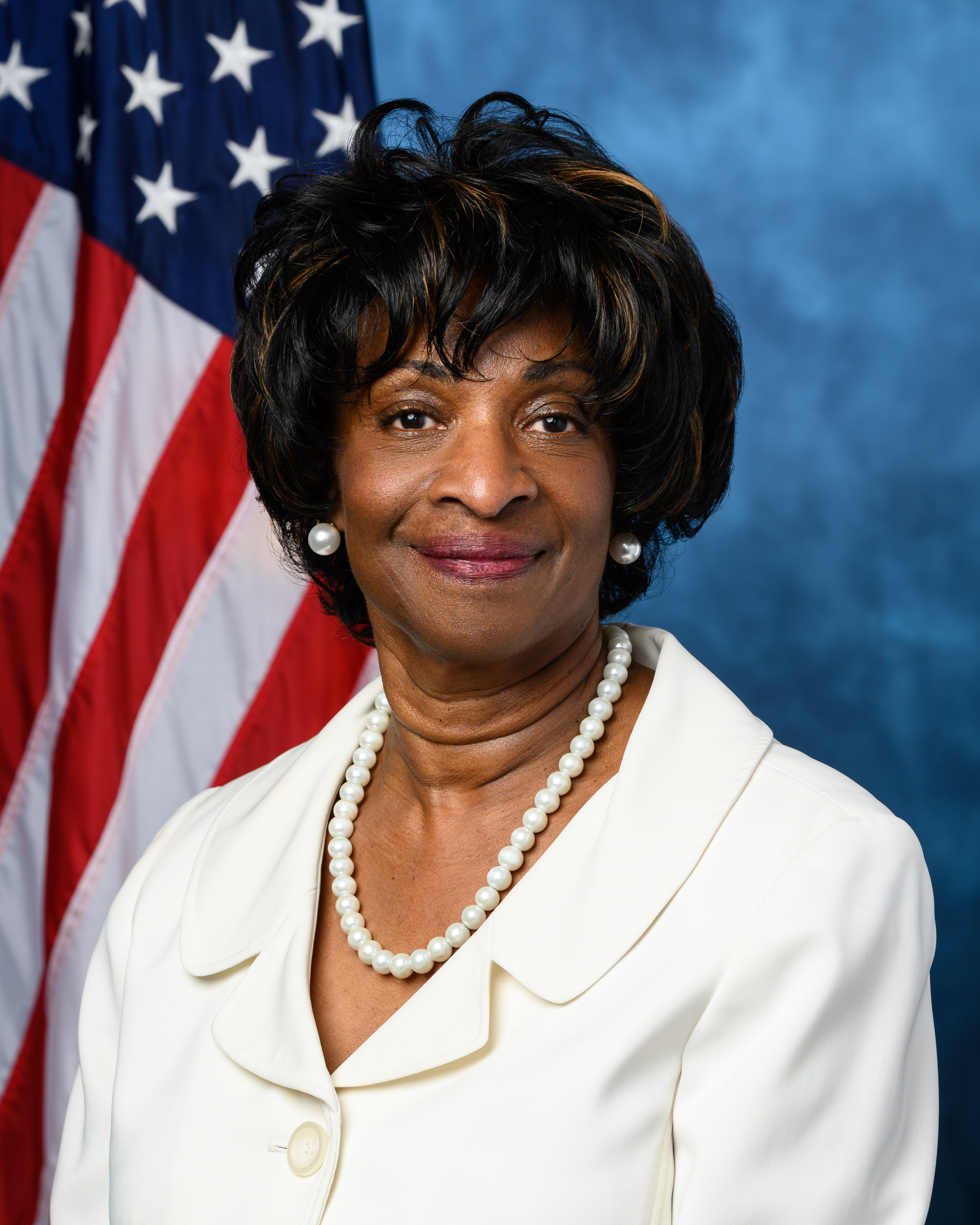
Valerie Foushee (D) (2023-)
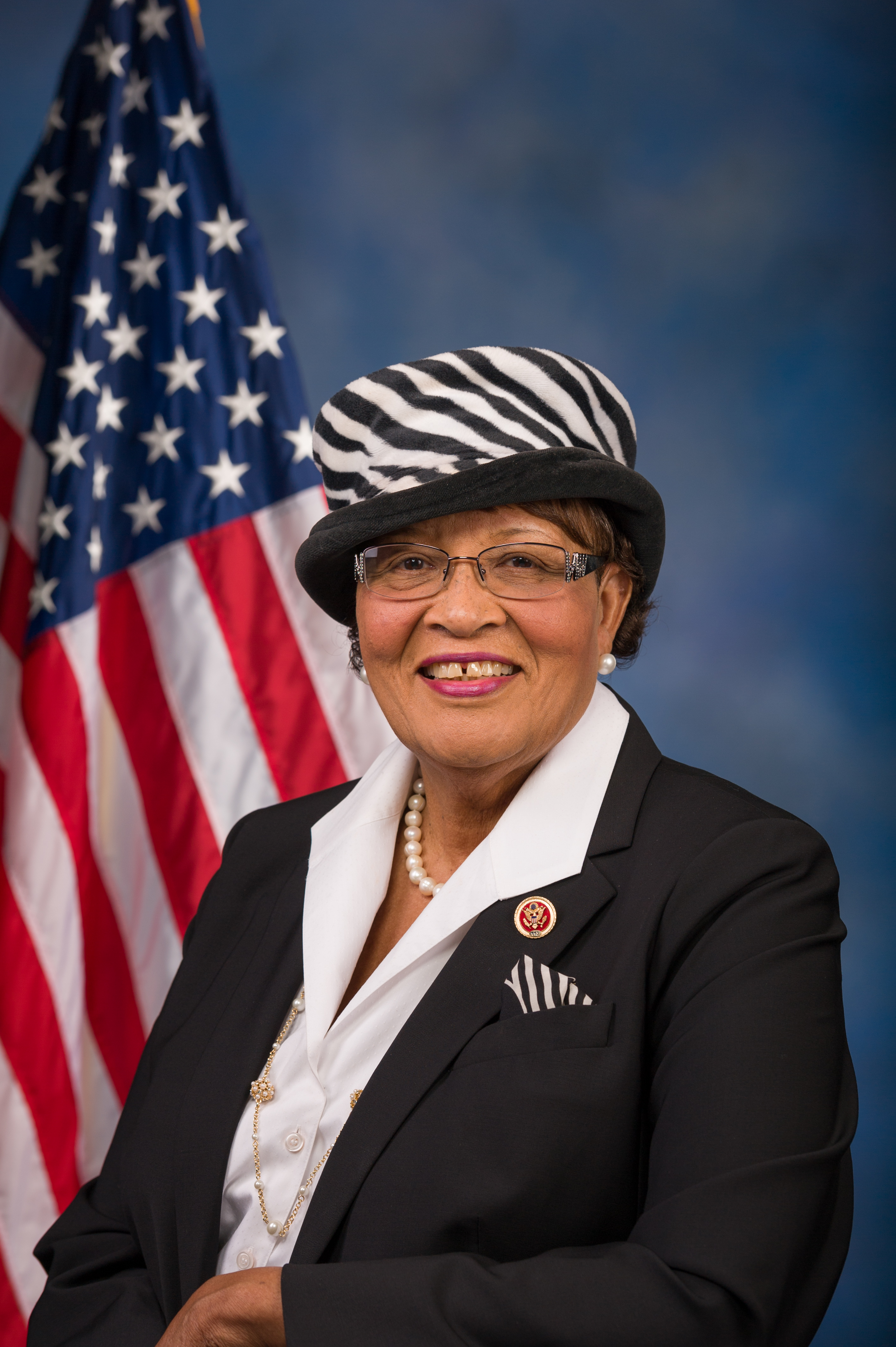
Alma Adams (D) (2014-)
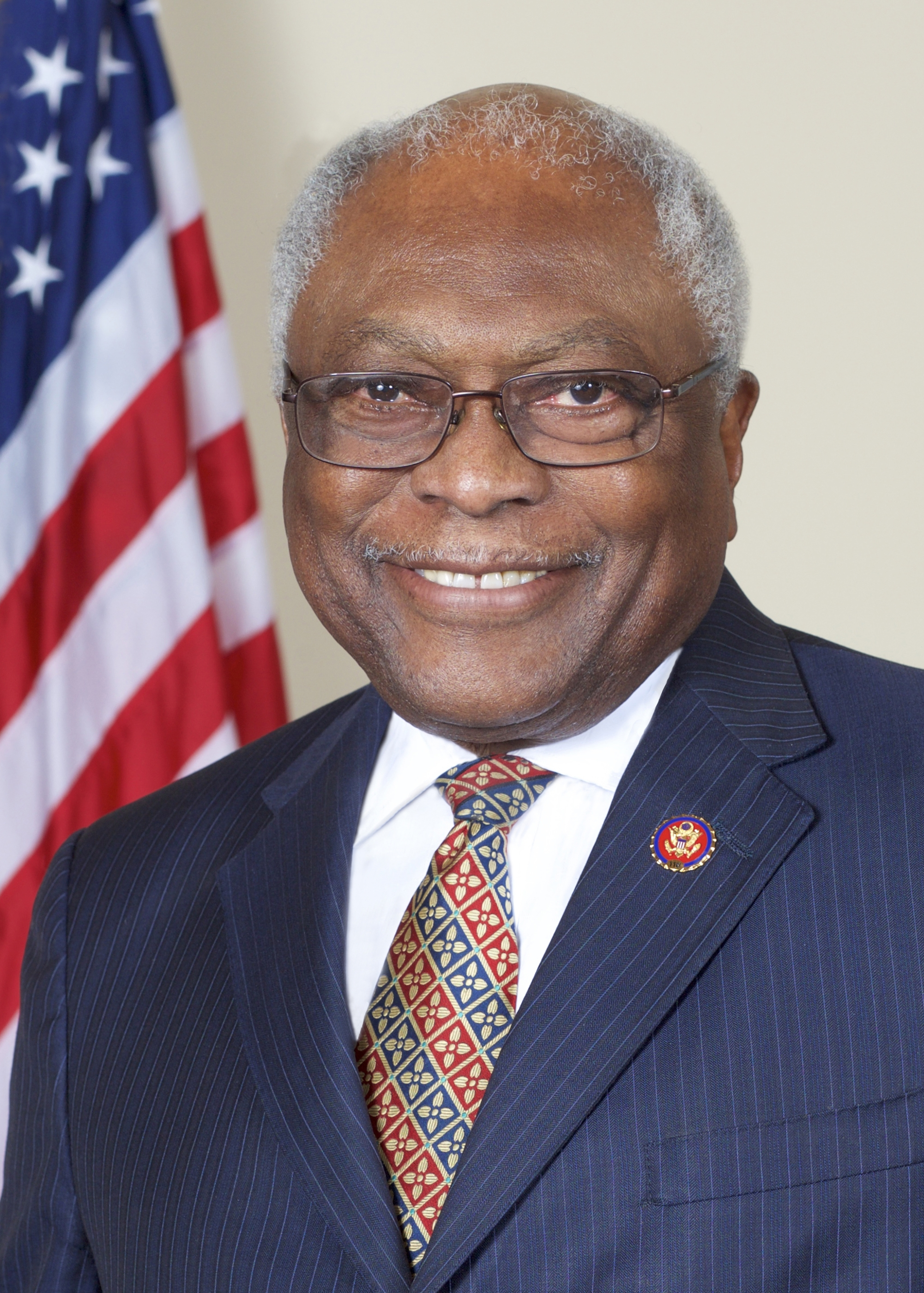
Jim Clyburn (D) (1993-)
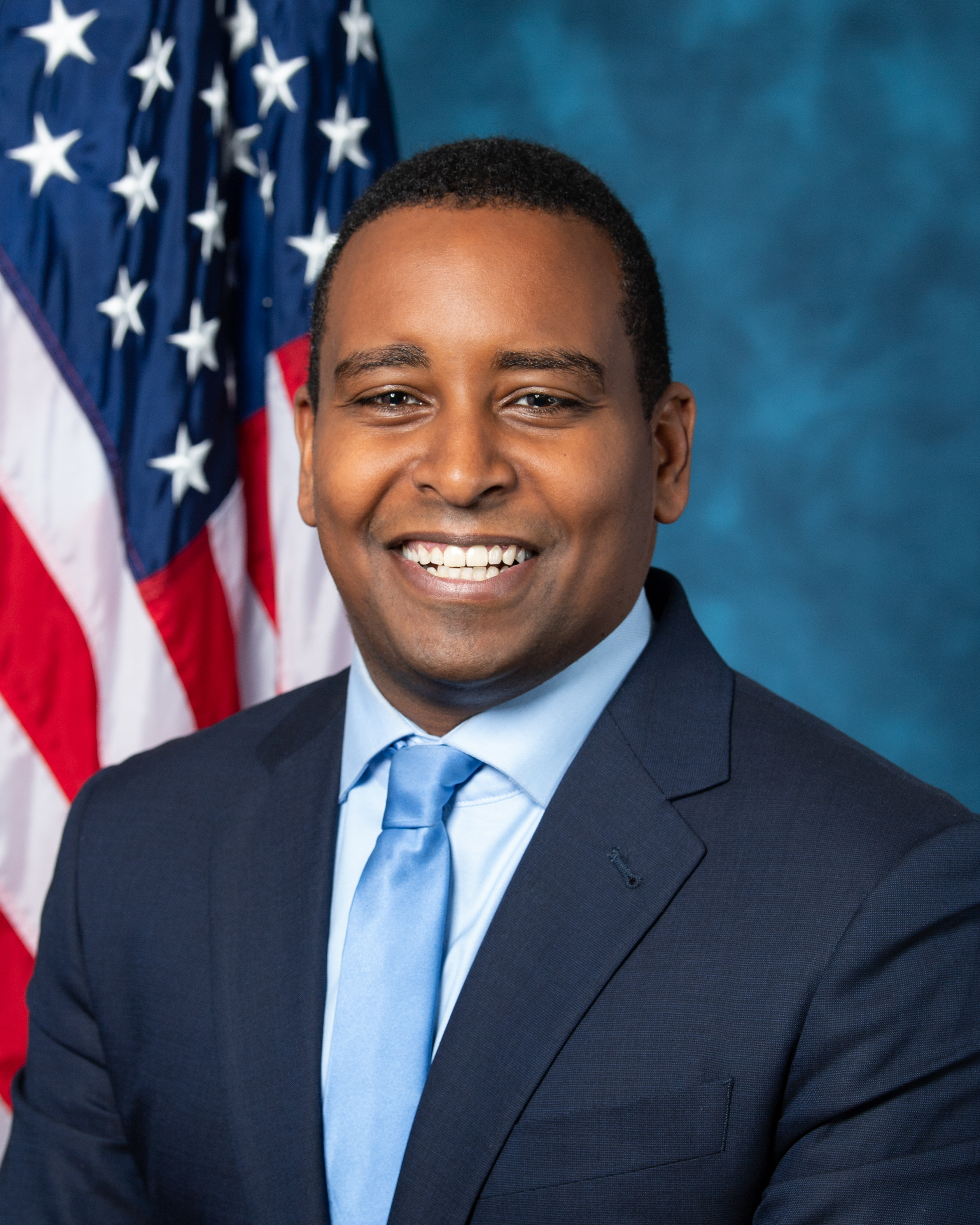
Joe Neguse (D) (2019-)
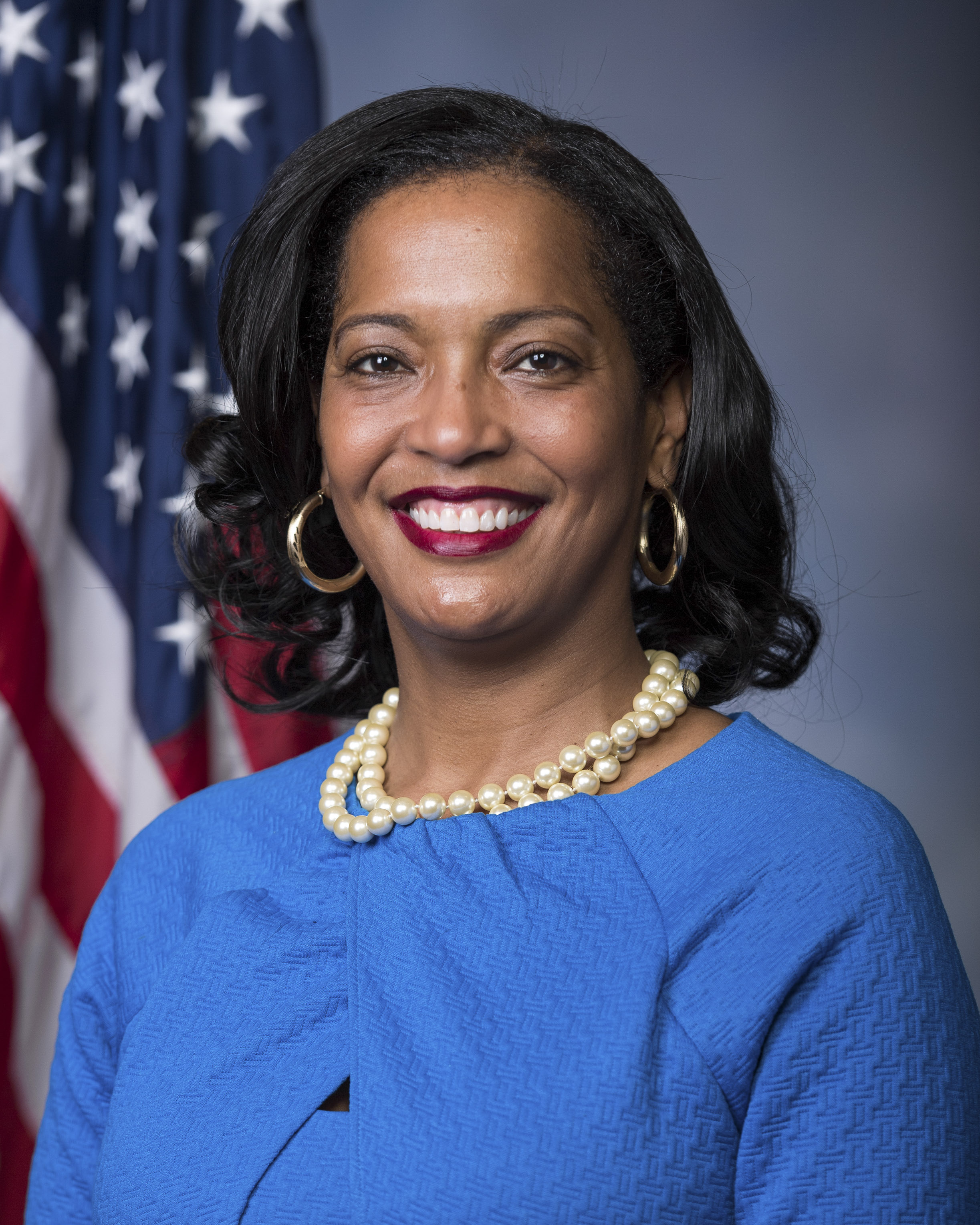
Jahana Hayes (D) (2019-)
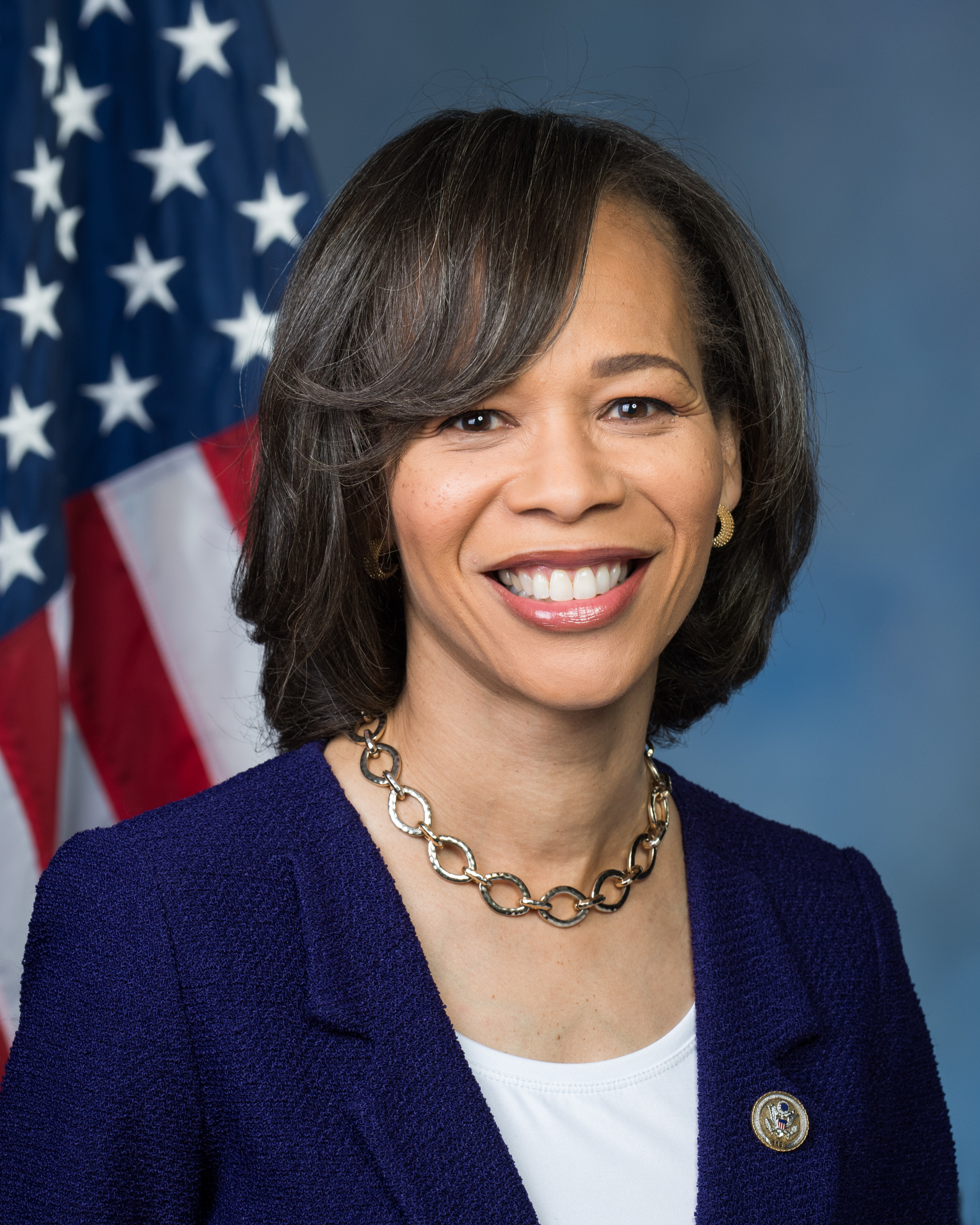
Lisa Blunt Rochester (D) (2017-)
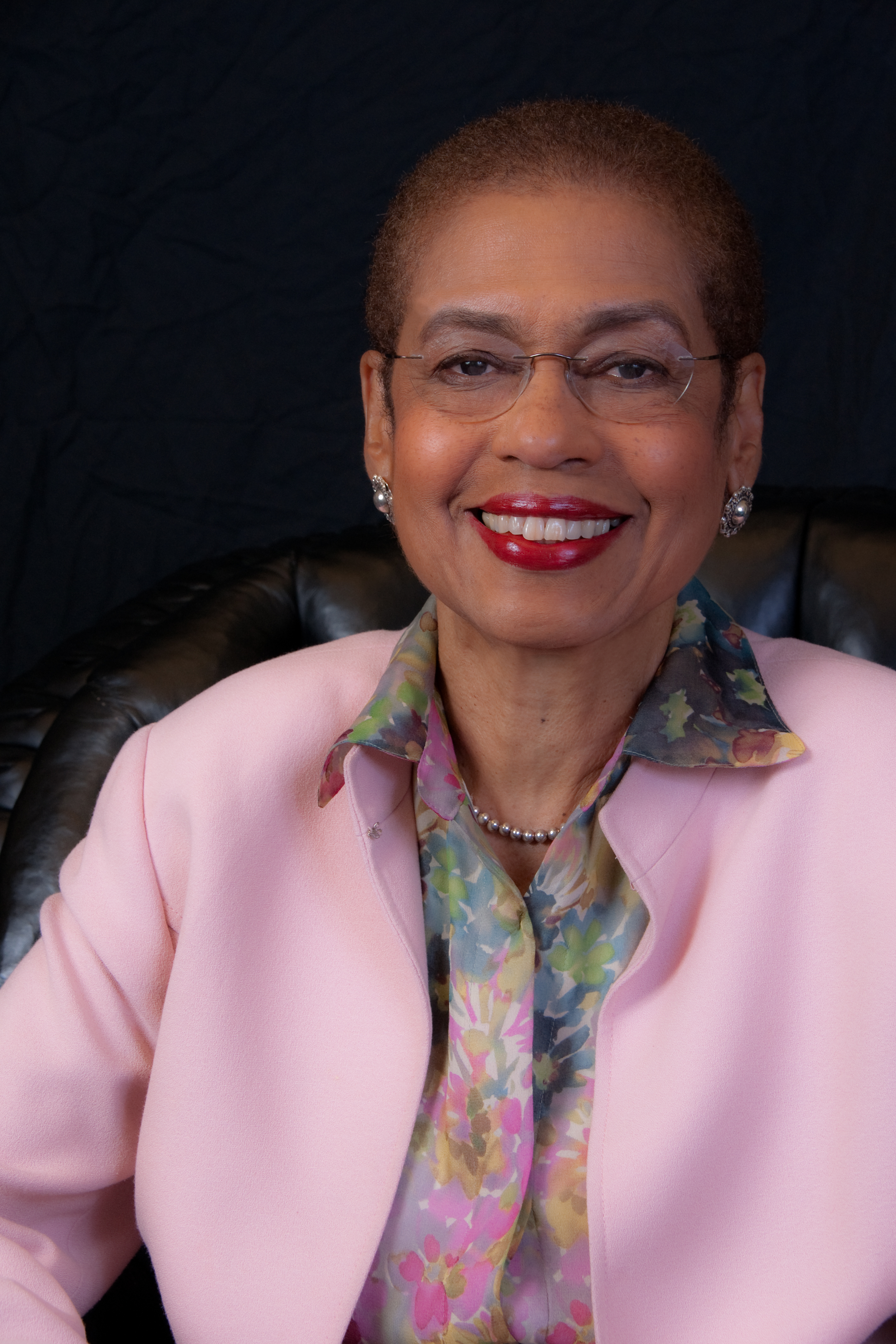
Eleanor Norton (D) (1991-)
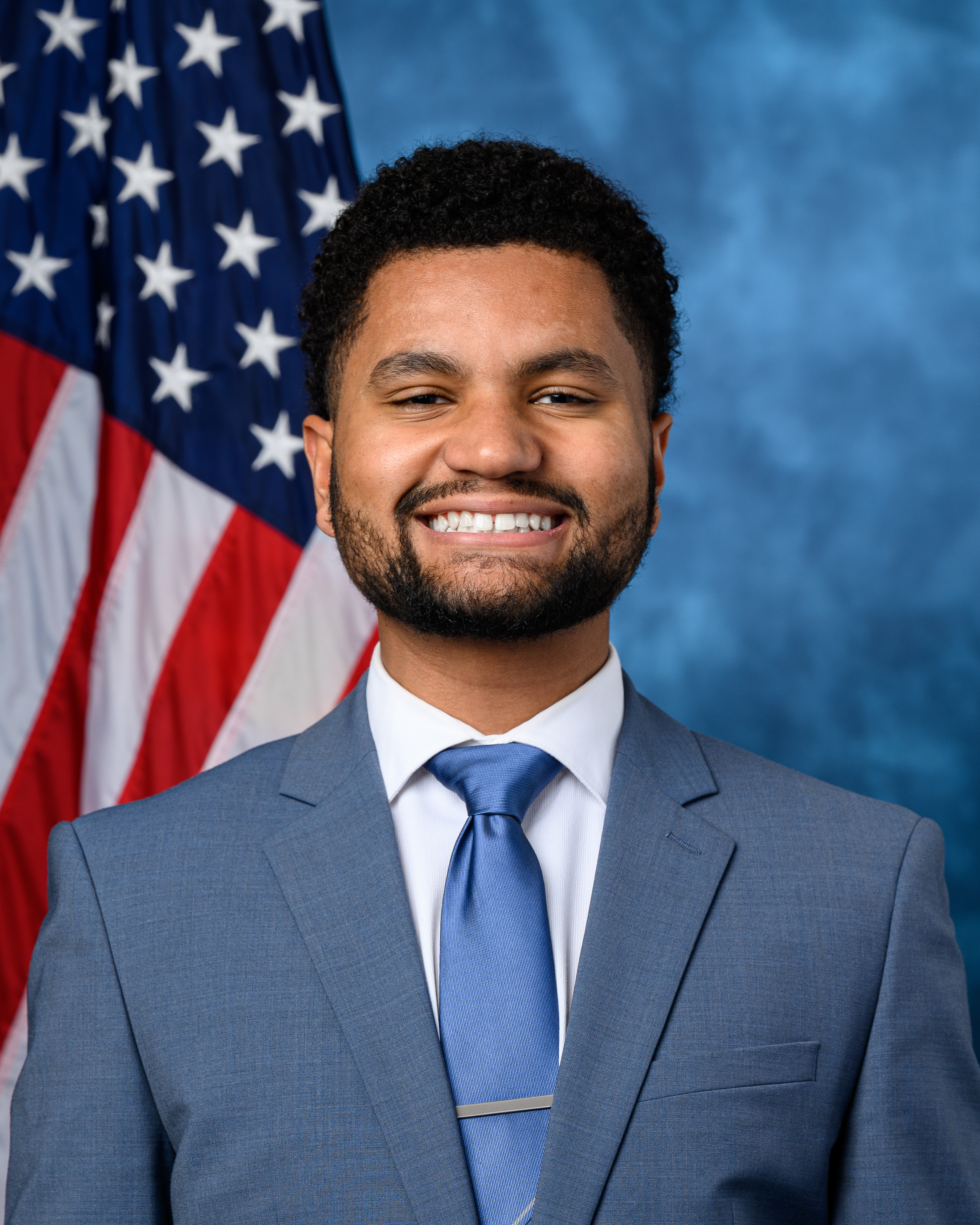
Maxwell Frost (D) (2023-)
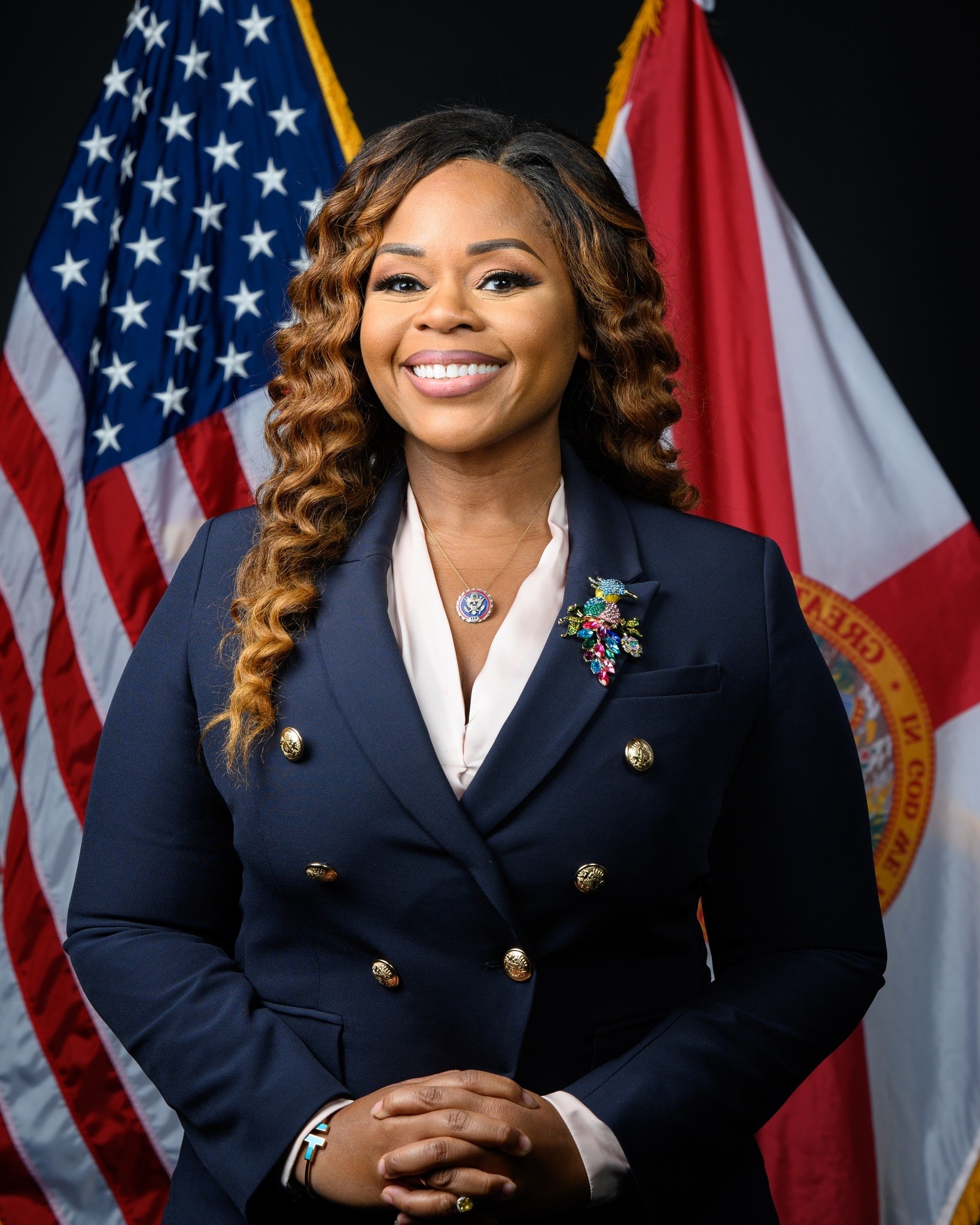
Sheila McCormick (D) (2022-)
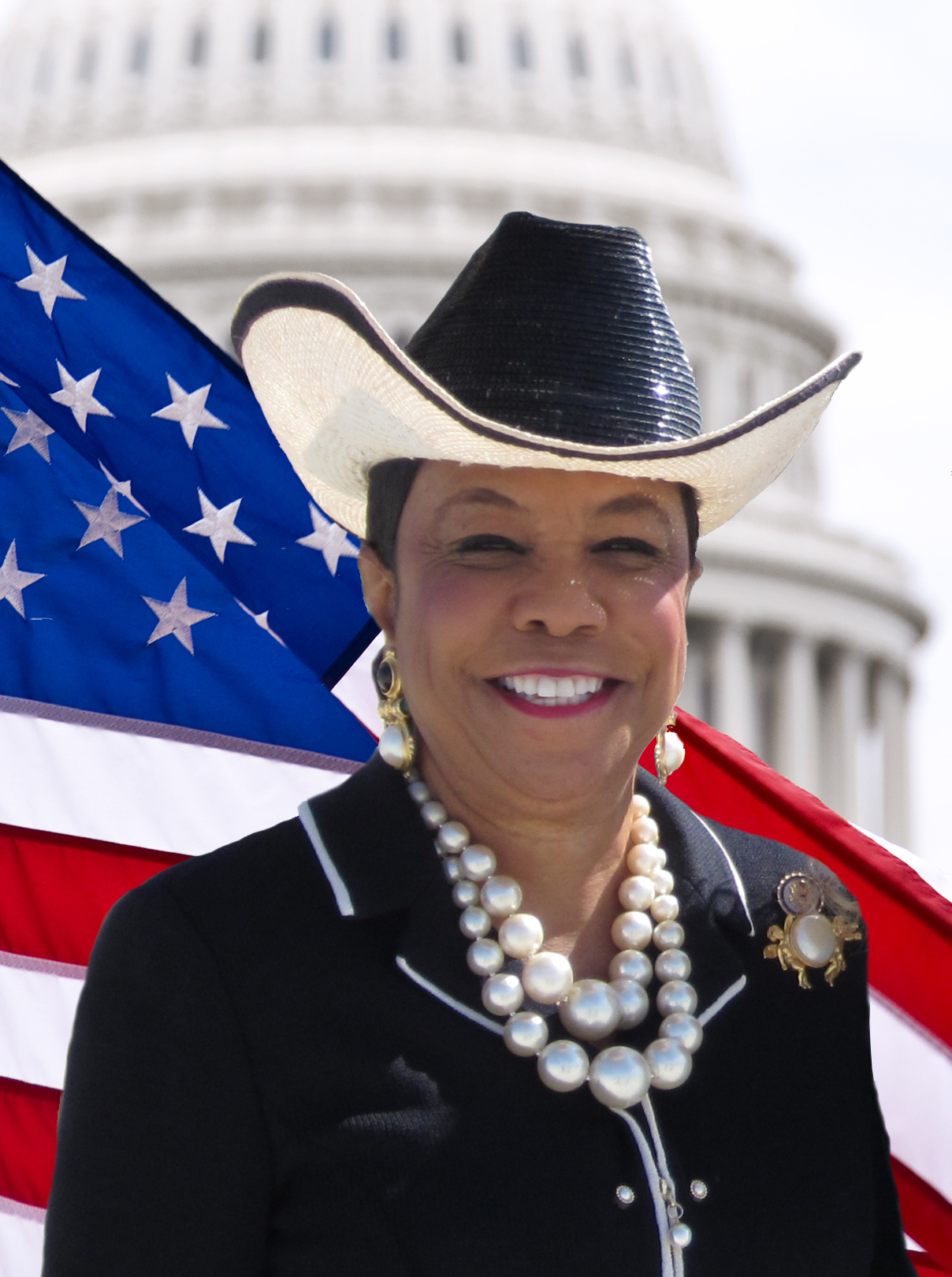
Frederica Wilson (D) (2011-)
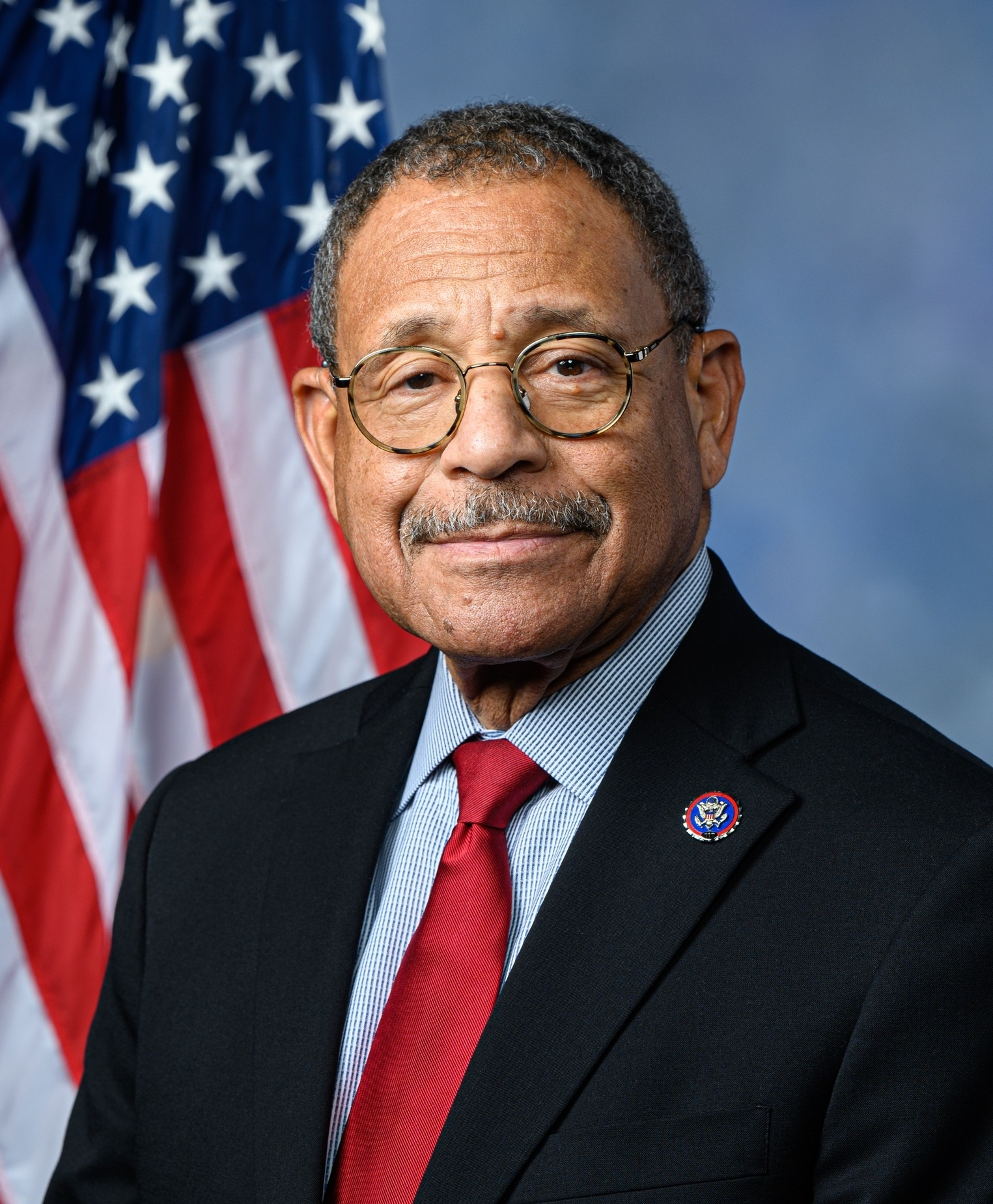
Sanford Bishop (D) (1993-)
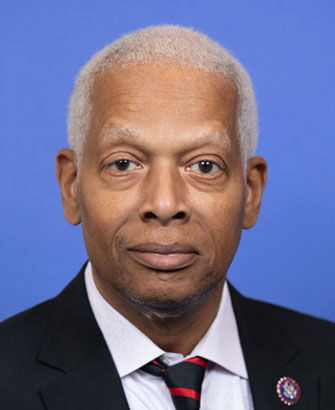
Hank Johnson (D) (2007-)
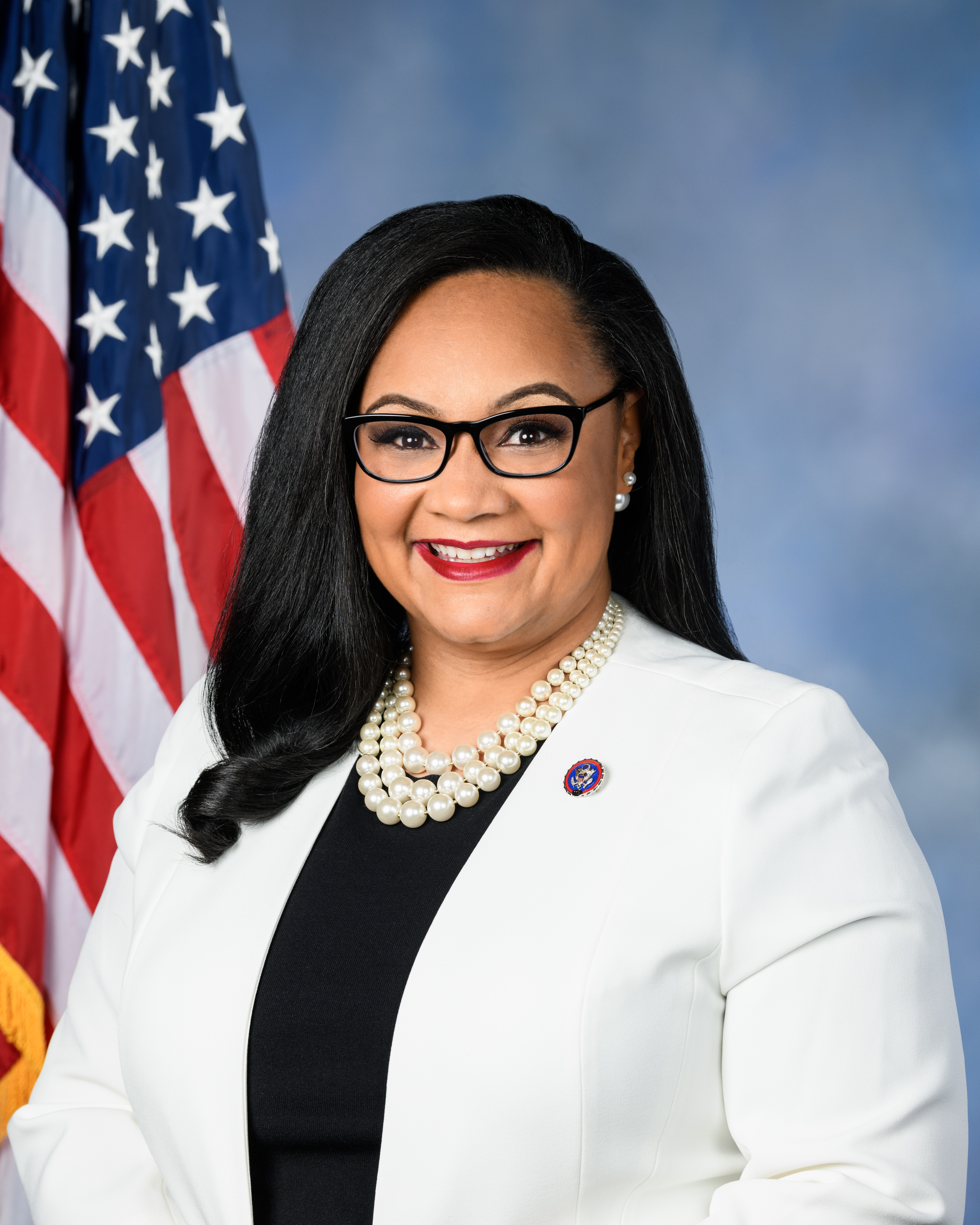
Nikema Williams (D) (2021-)
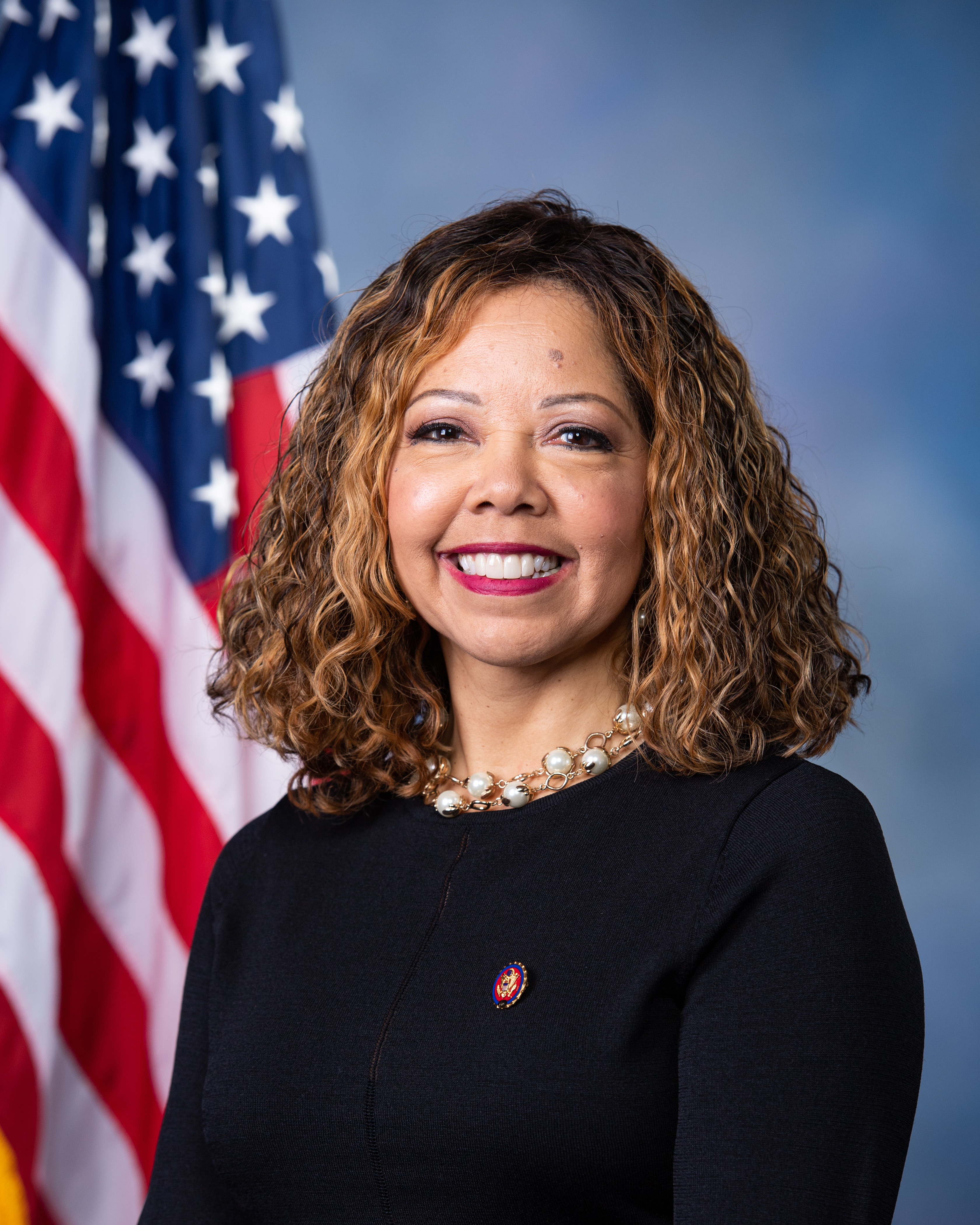
Lucy McBath (D) (2019-)
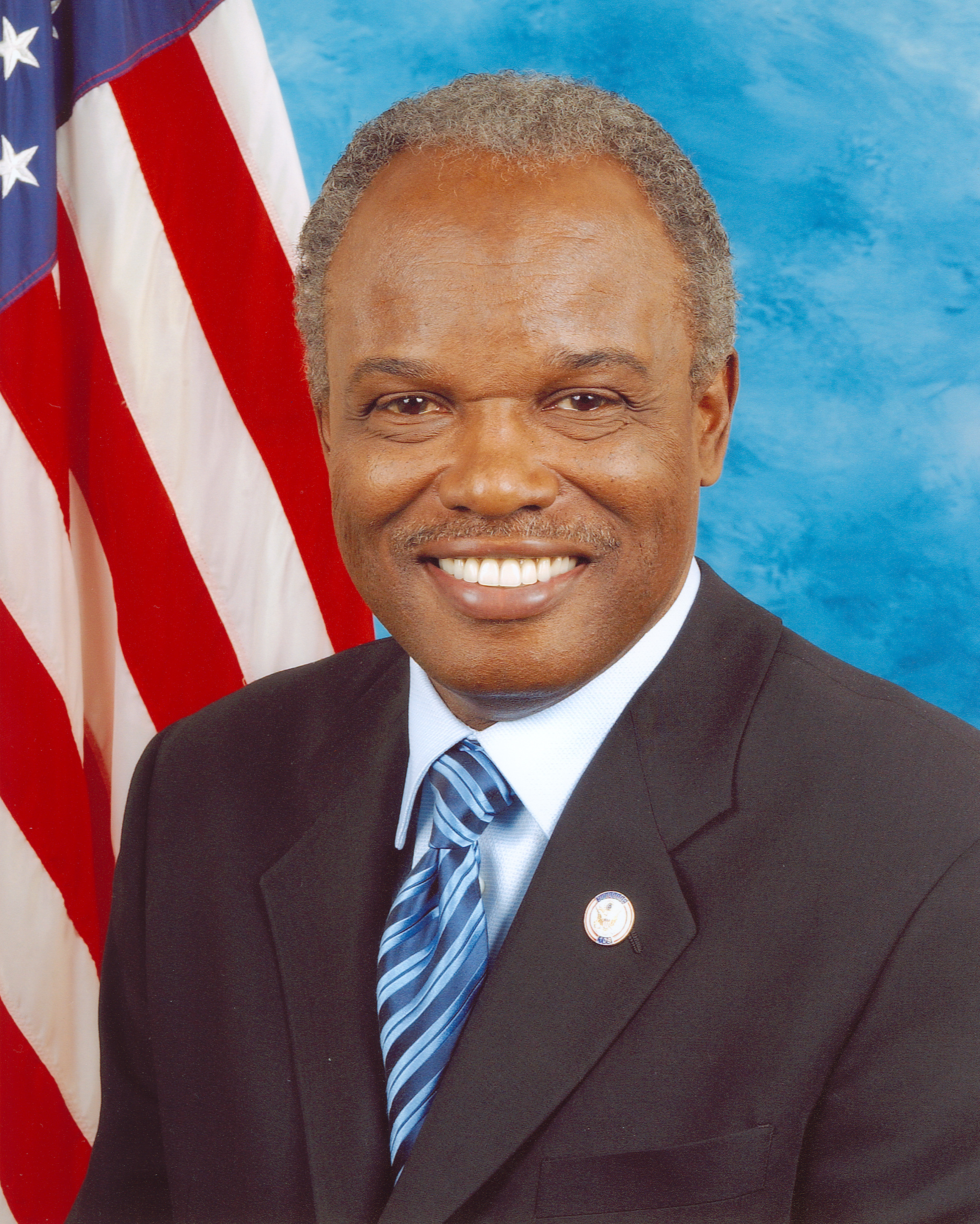
David Scott (D) (2003-)
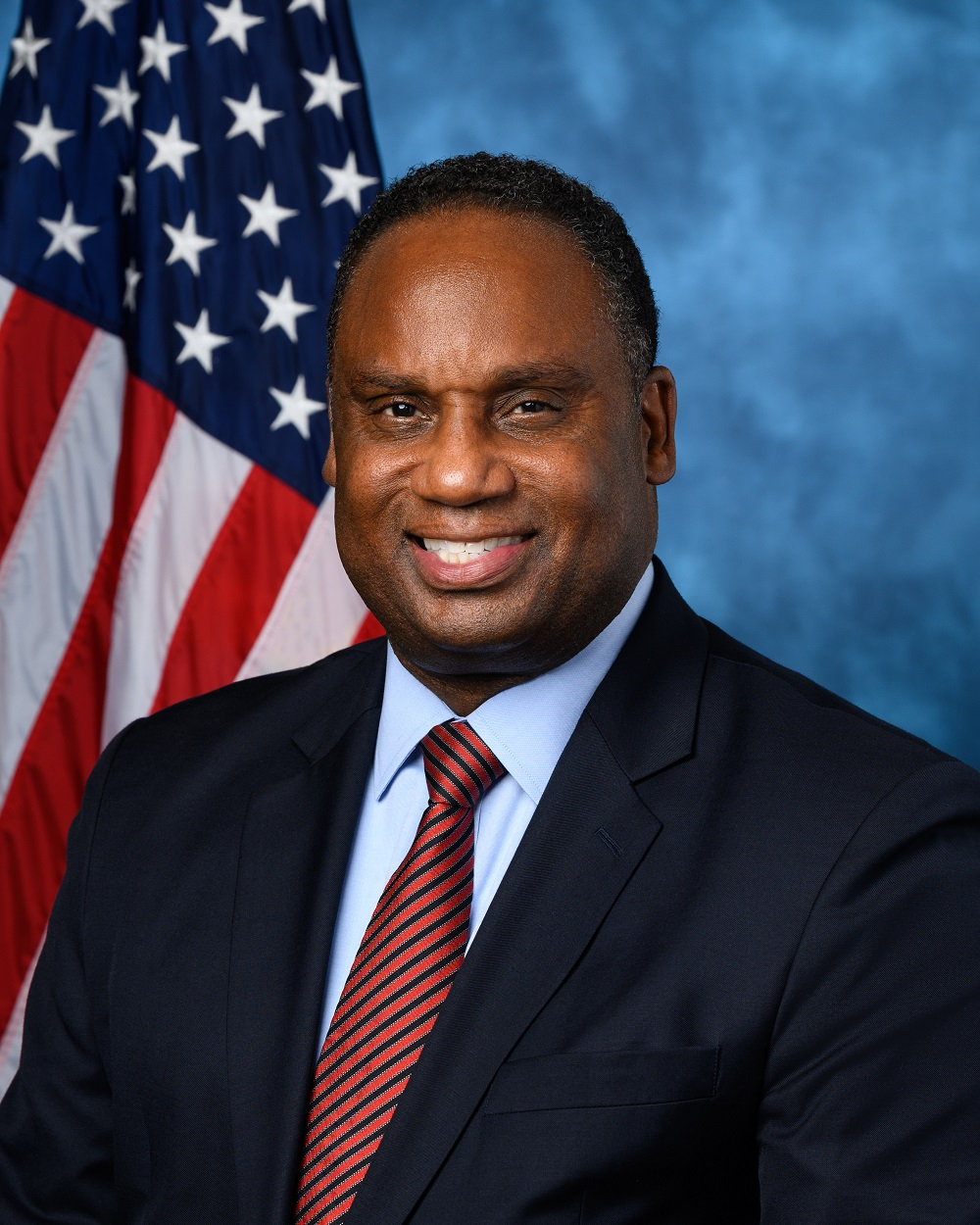
Jonathan Jackson (D) (2023-)
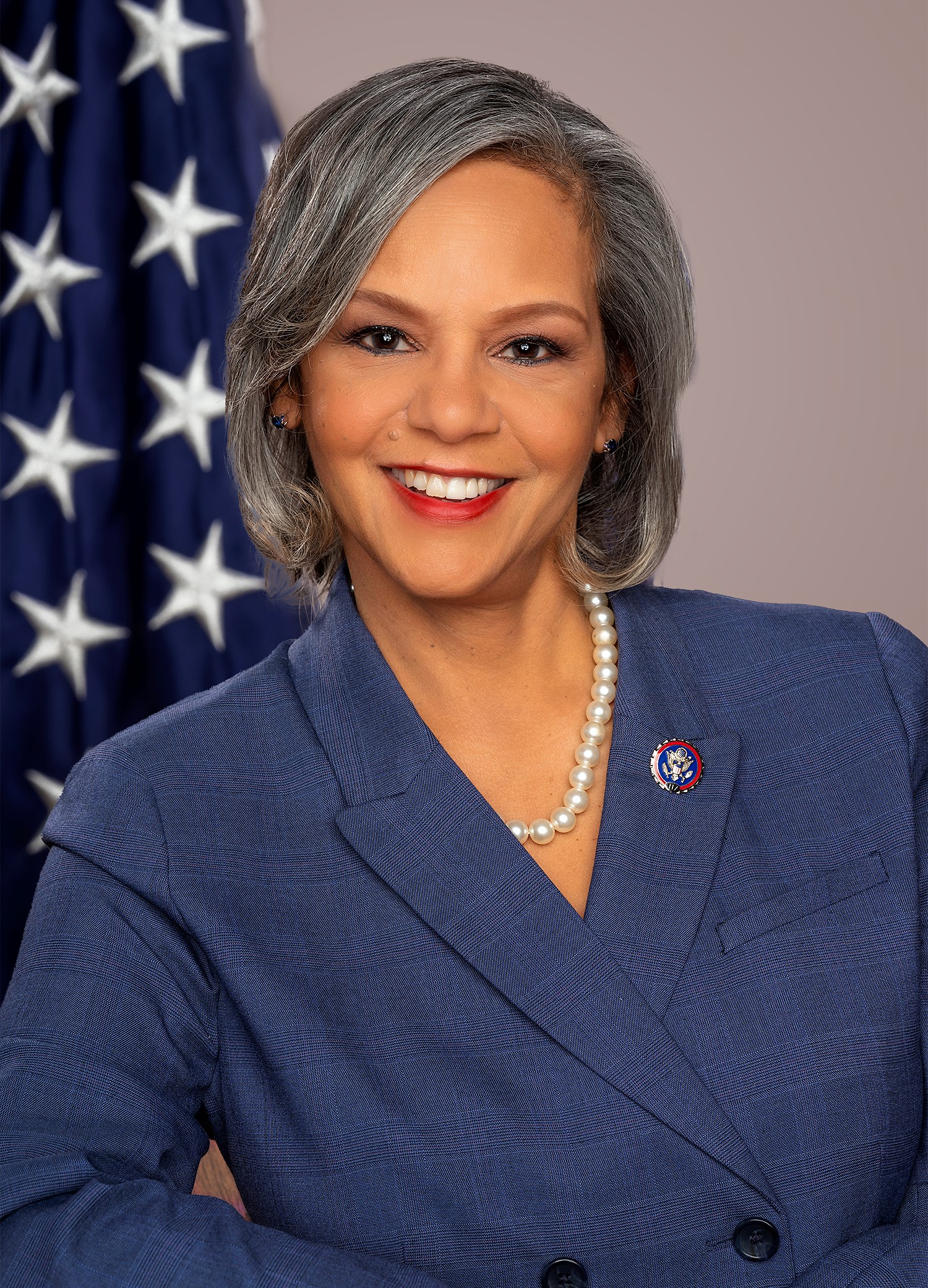
Robin Kelly (D) (2013-)
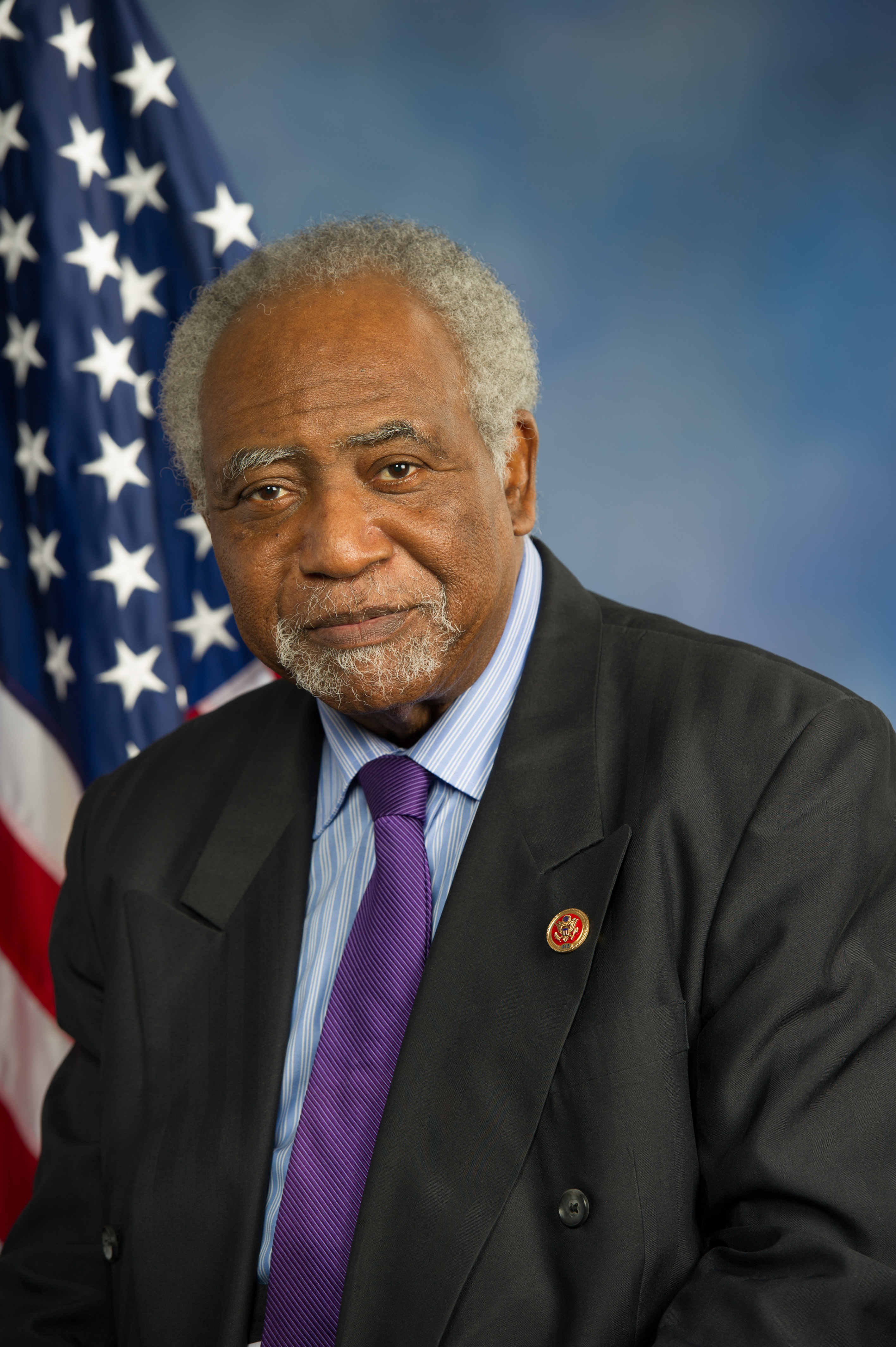
Danny Davis (D) (1997-)
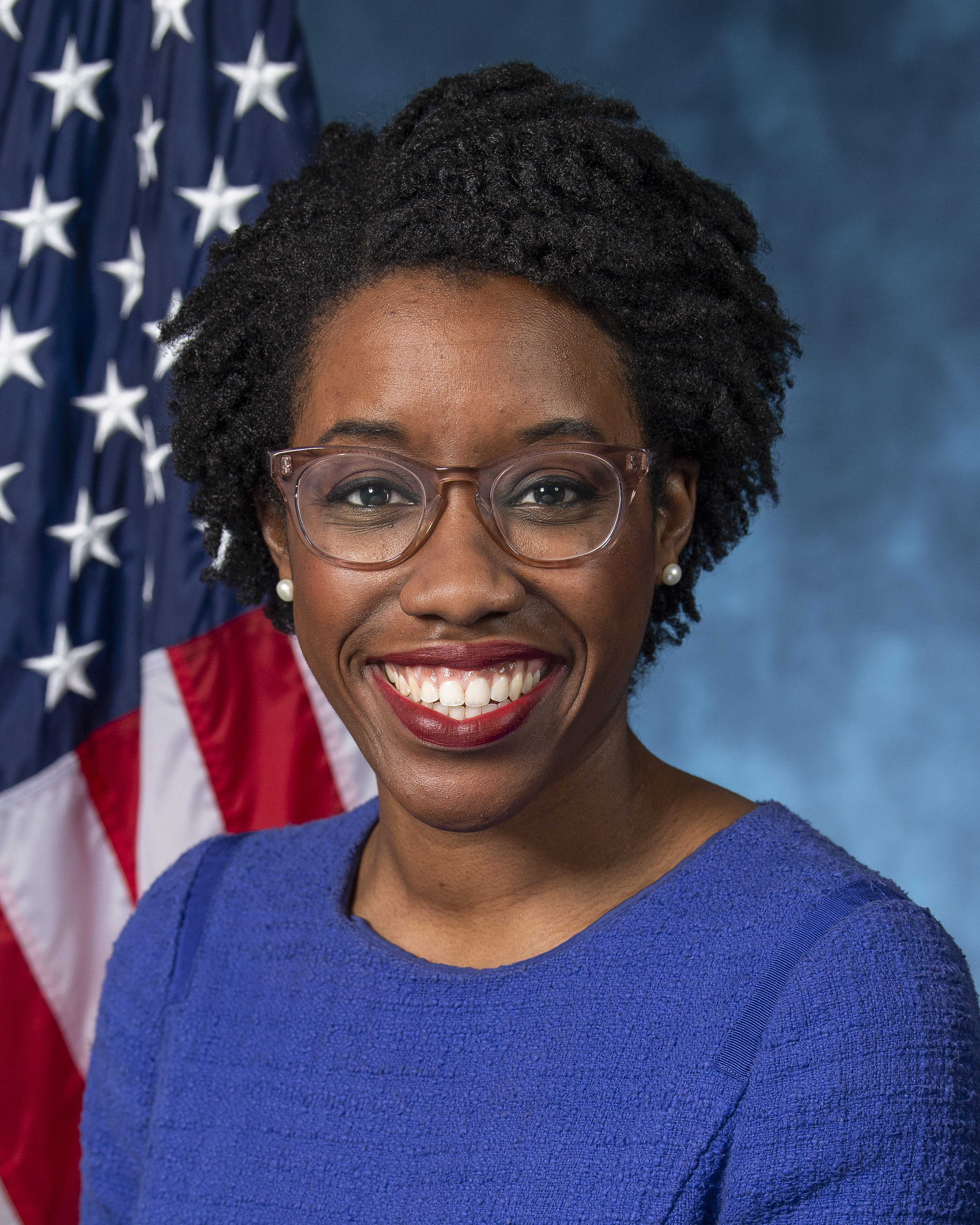
Lauren Underwood (D) (2019-)
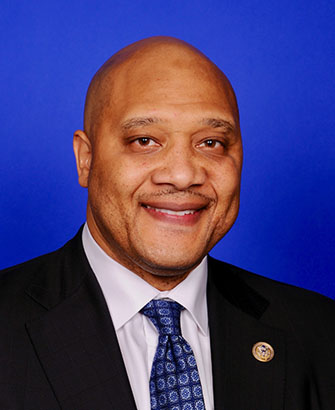
André Carson (D) (2008-)
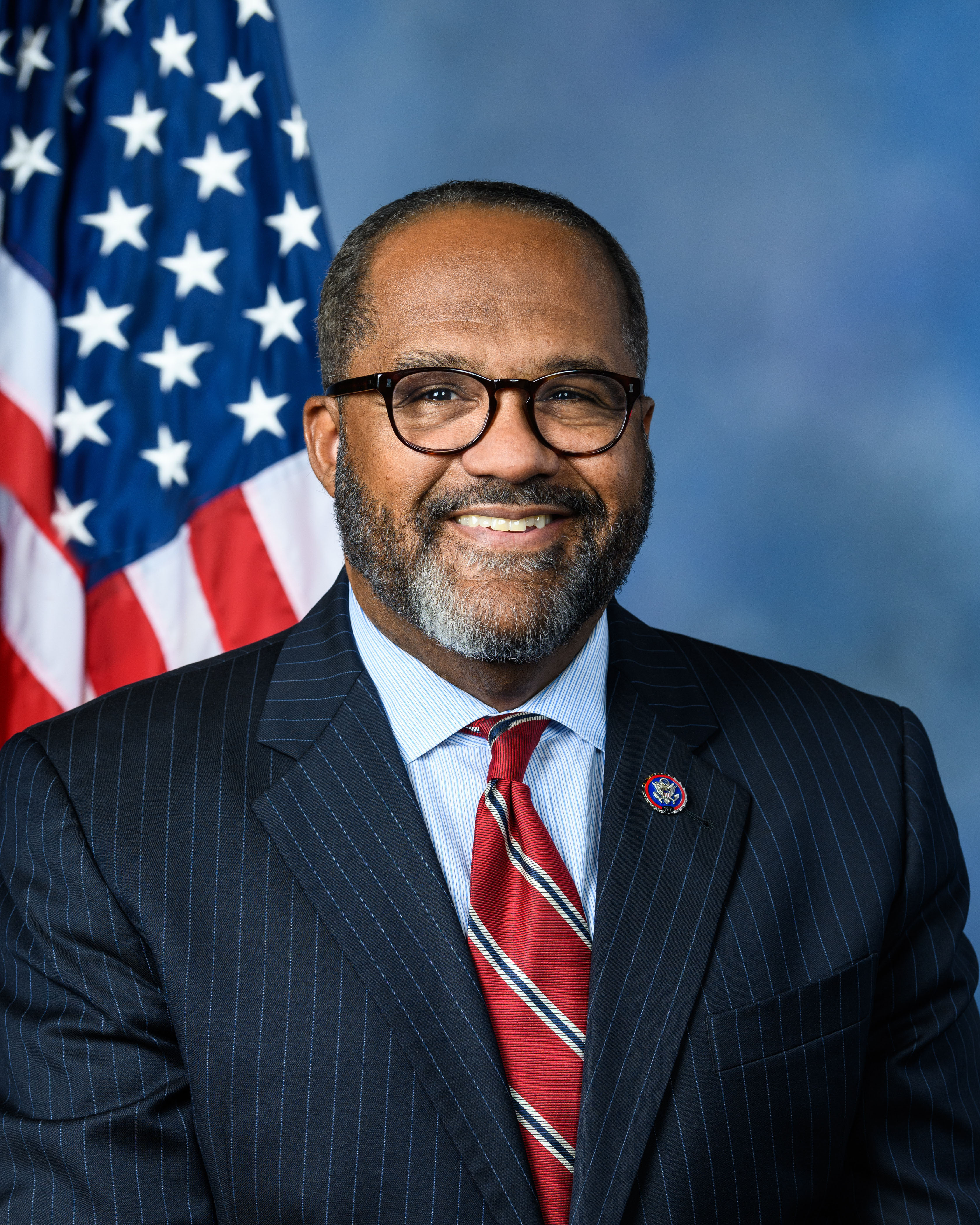
Troy Carter (D) (2021-)
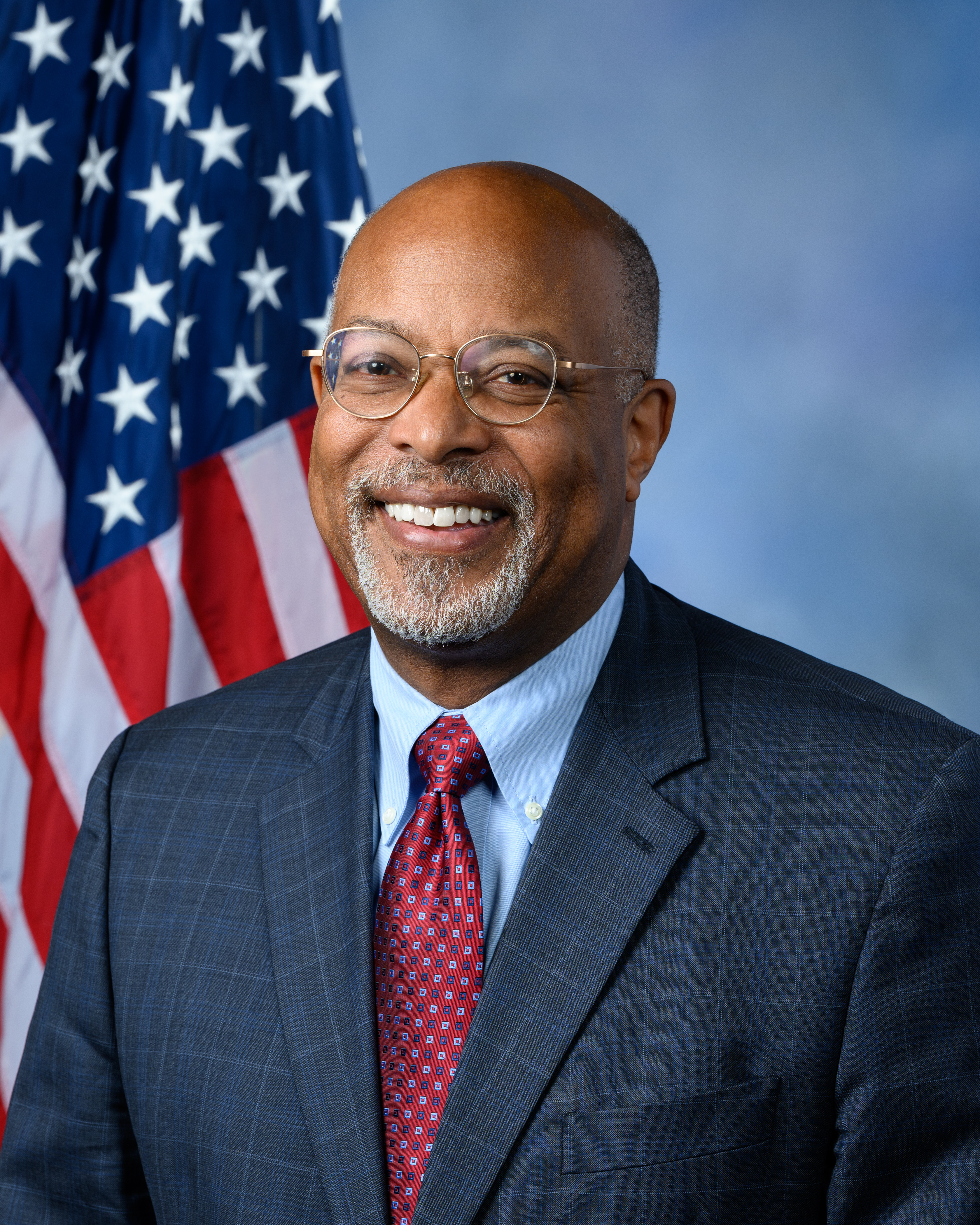
Glenn Ivey (D) (2023-)
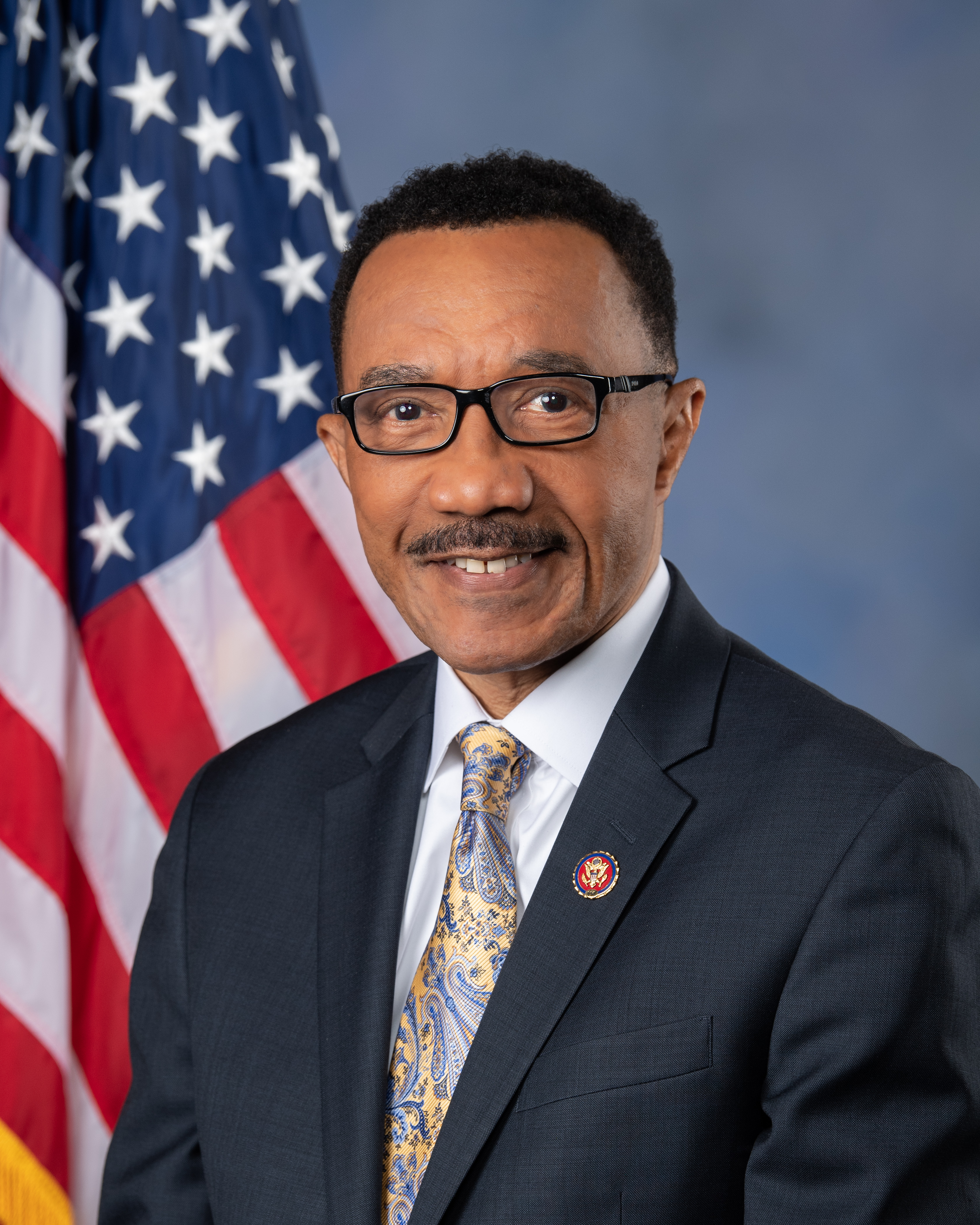
Kweisi Mfume (D) (2020-)
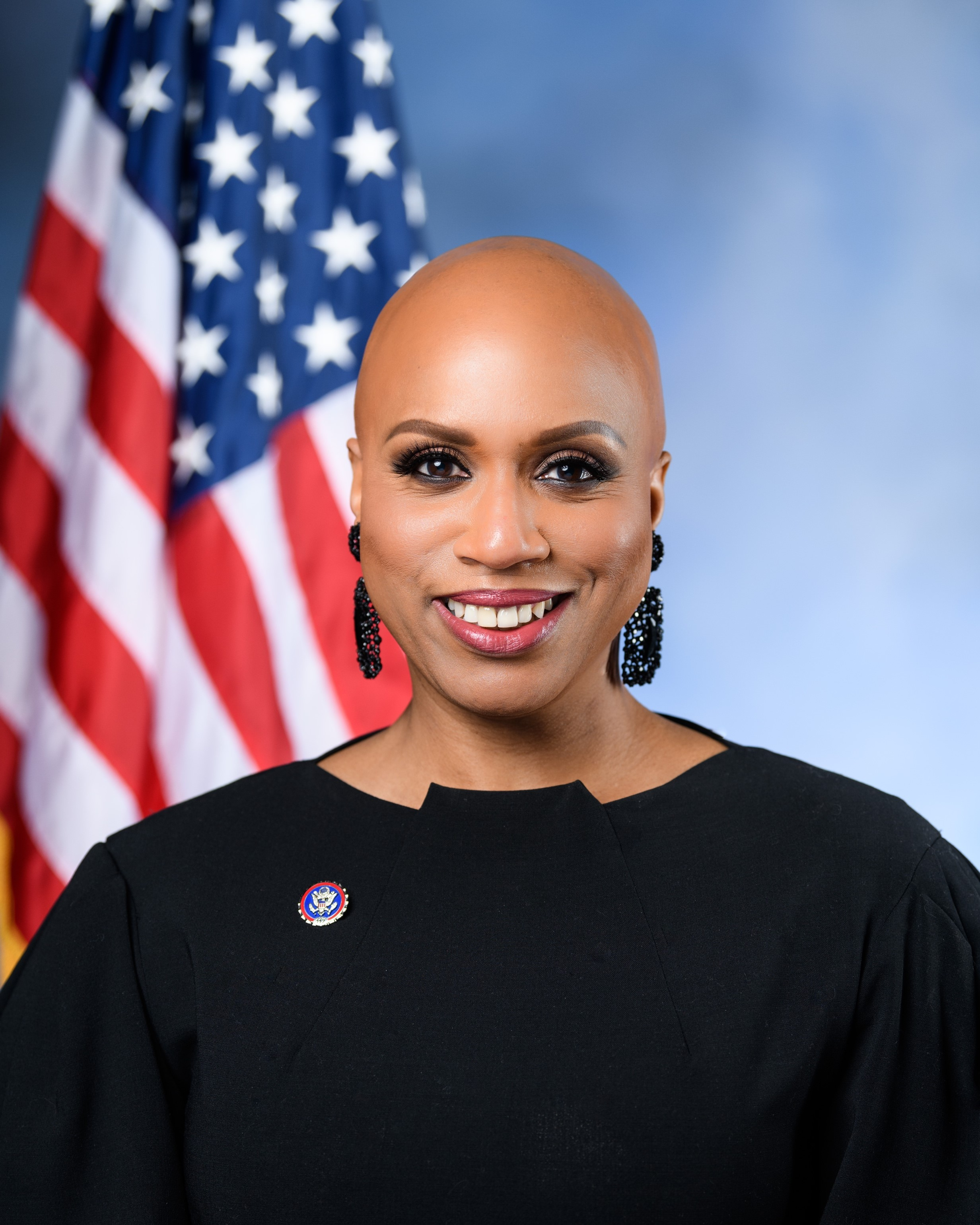
Ayanna Pressley (D) (2019-)
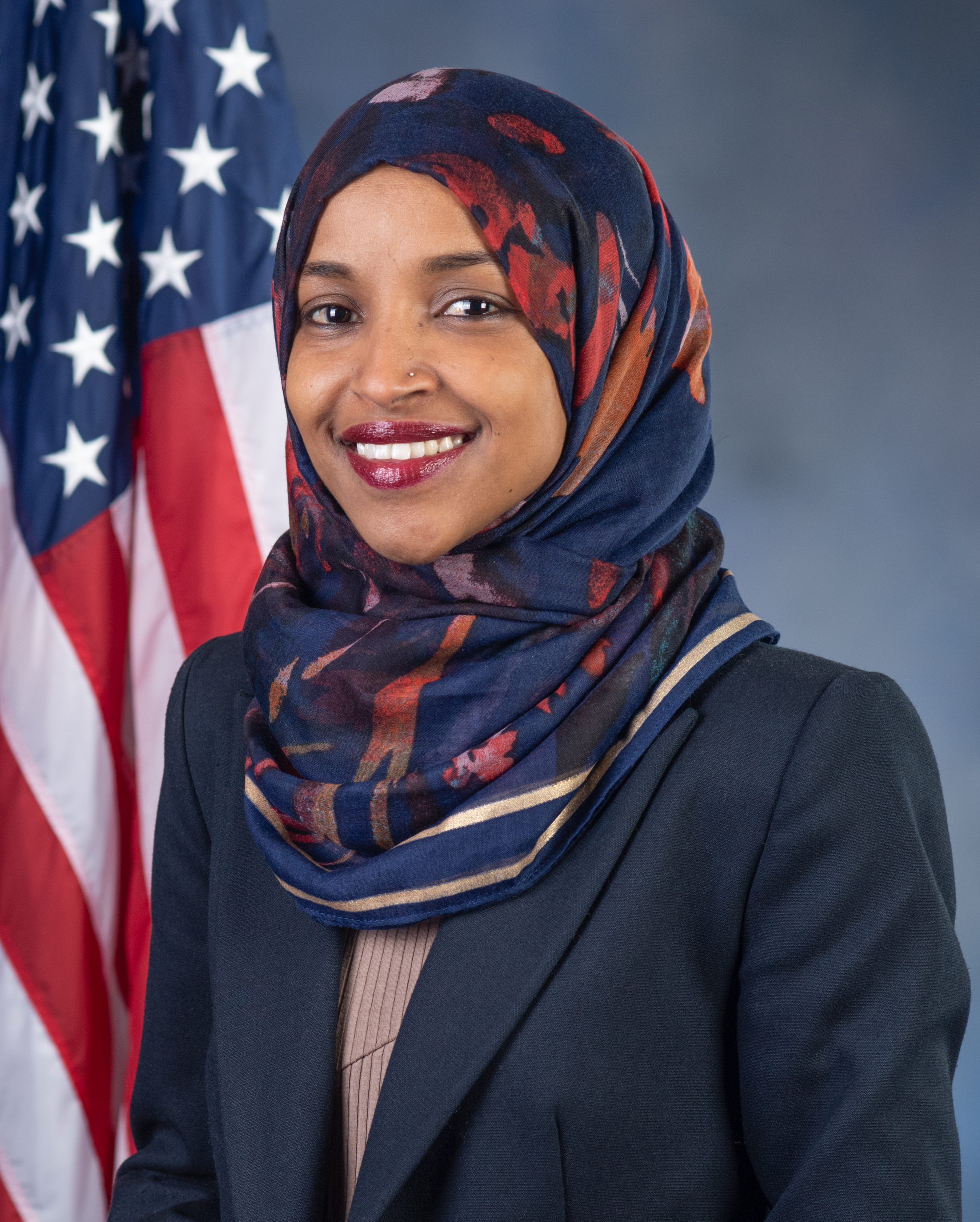
Ilhan Omar (D) (2019-)
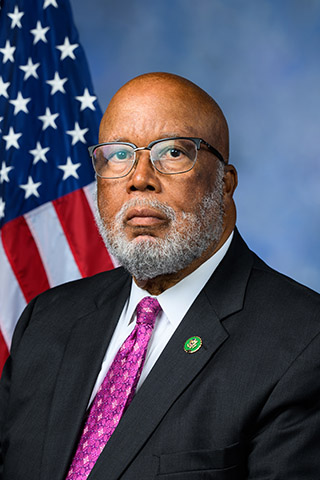
Bennie Thompson (D) (2023-)
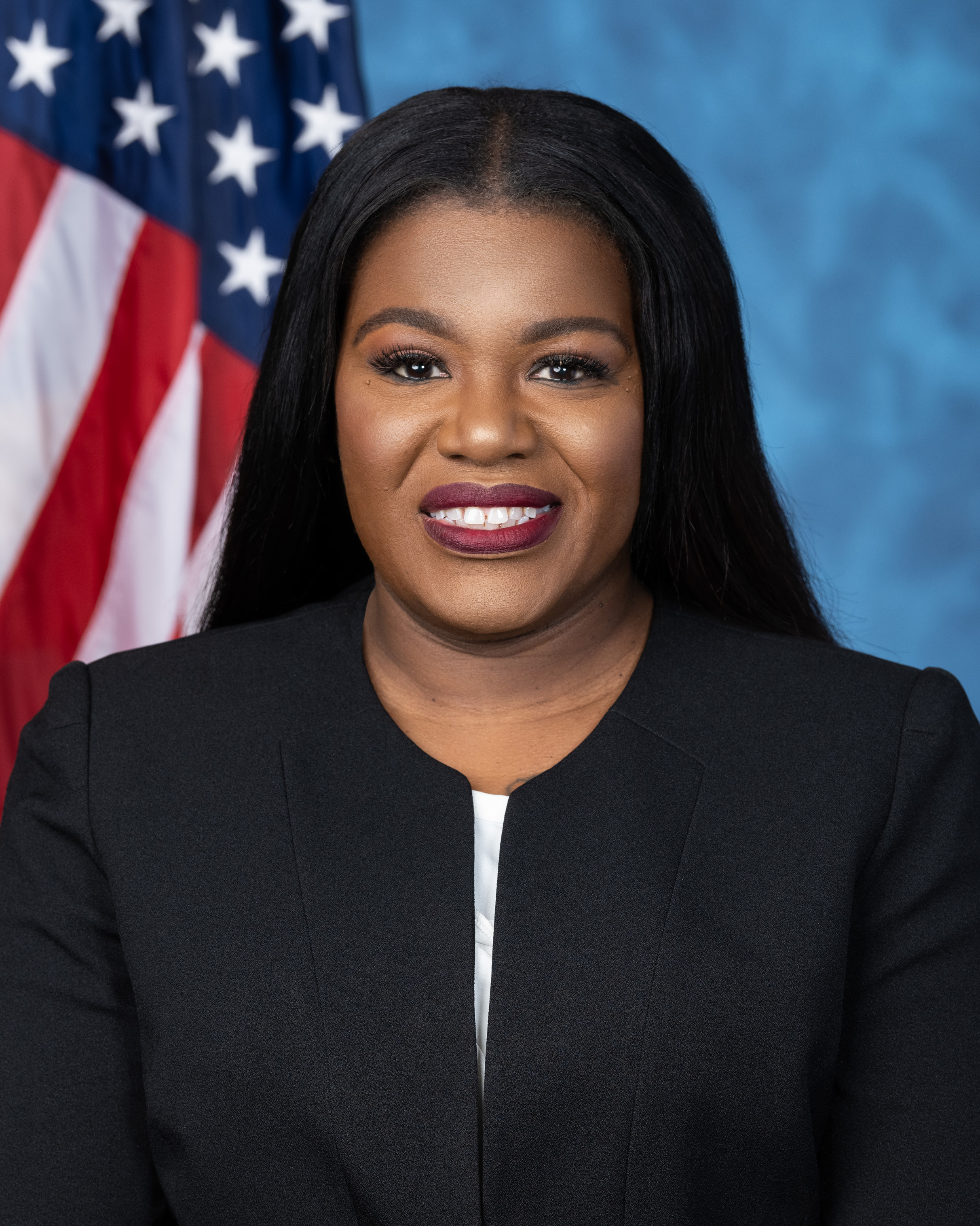
Cori Bush (D) (2021-)
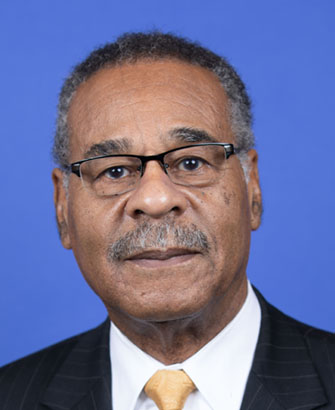
Emanuel Cleaver (D) (2005-)
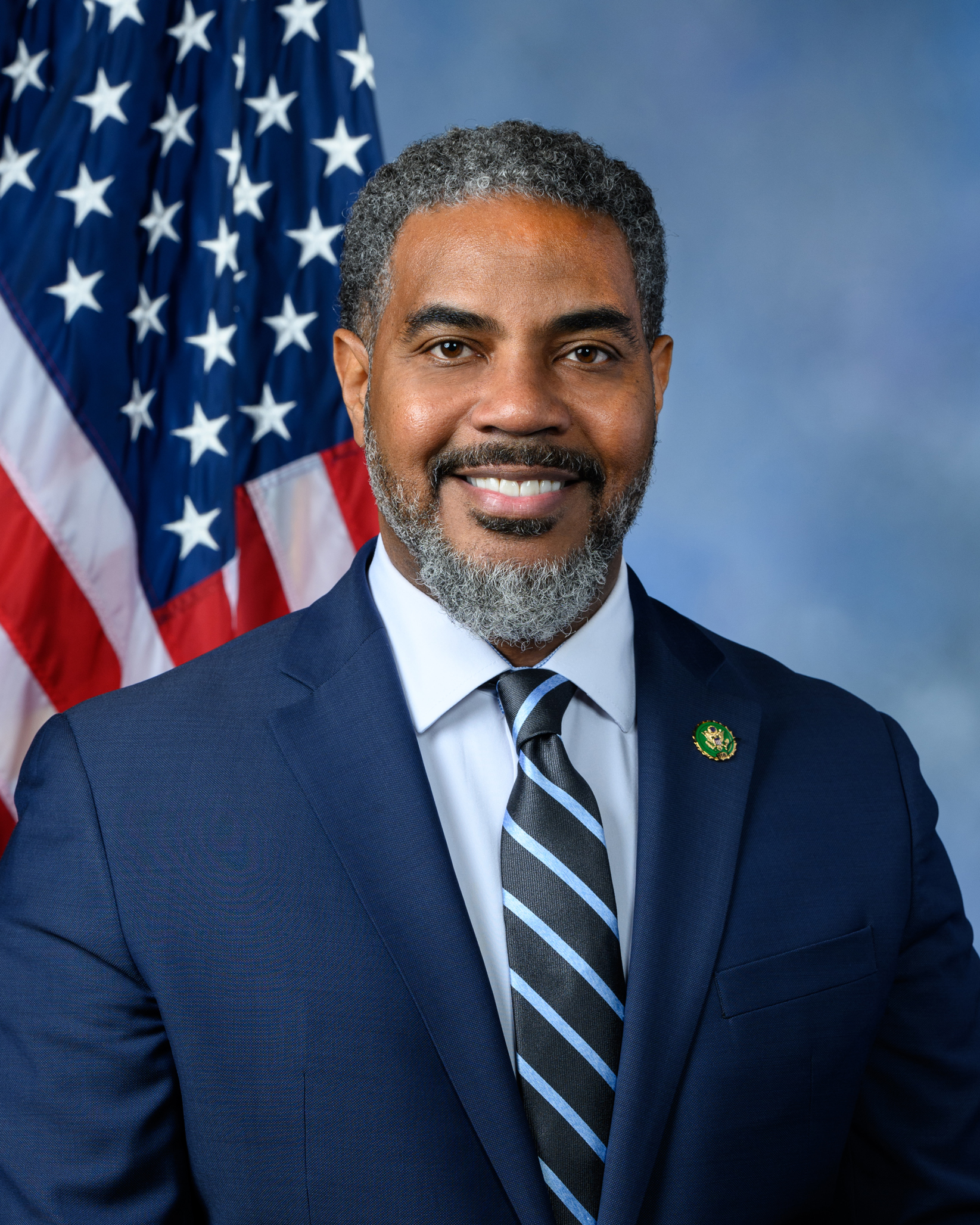
Emanuel Cleaver (D) (2019-)
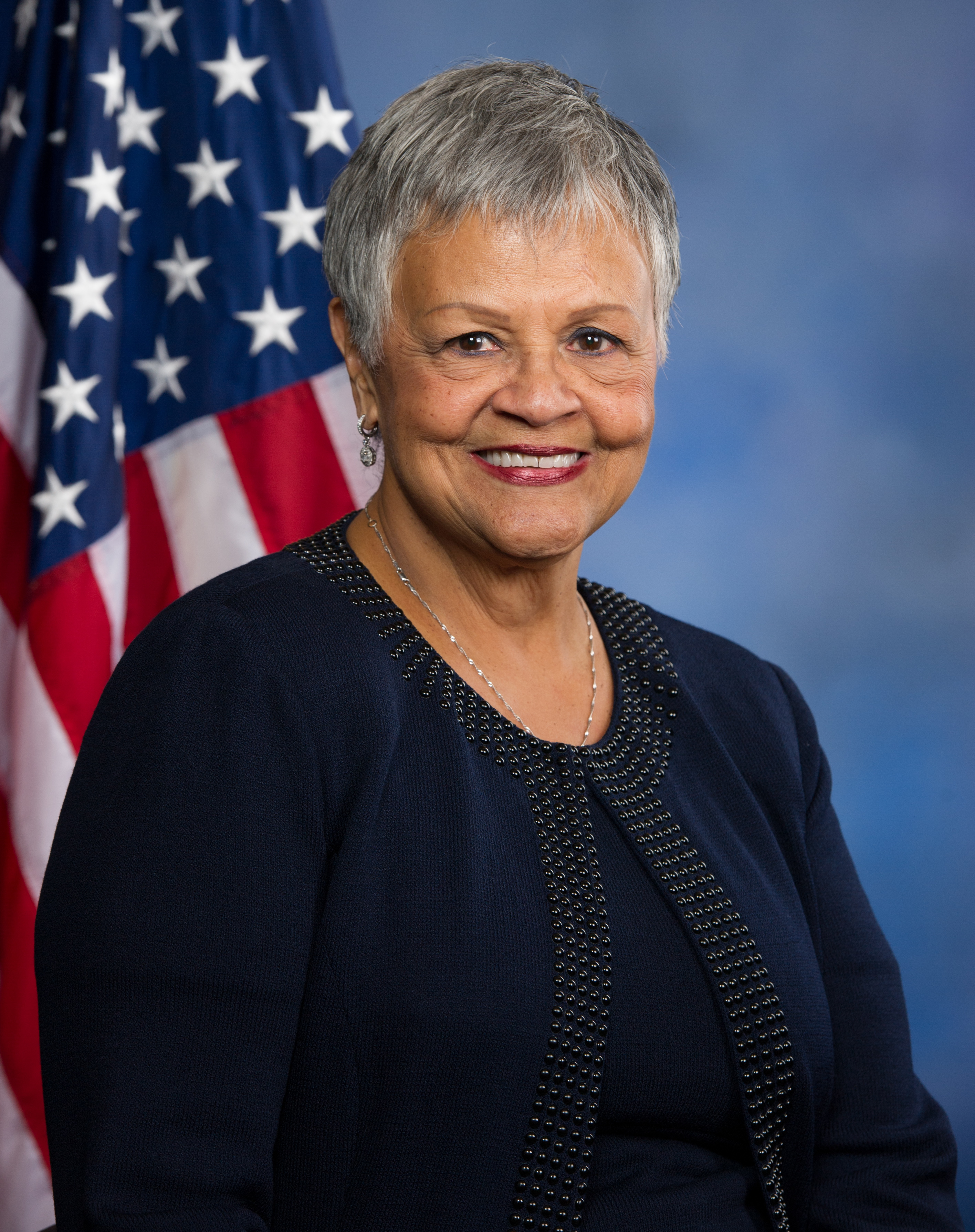
Bonnie Watson Coleman (D) (2015-)
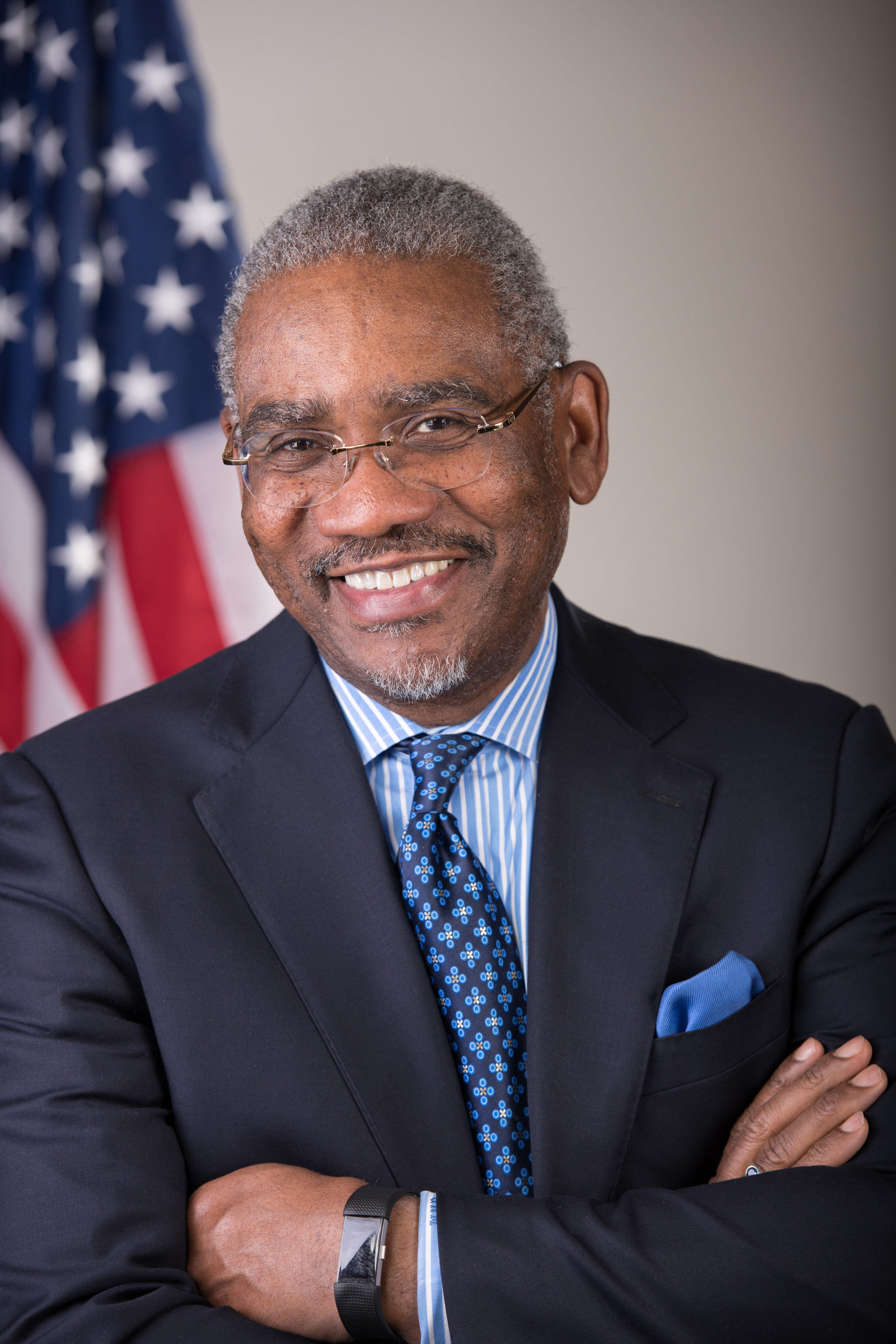
Gregory Meeks (D) (1998-)
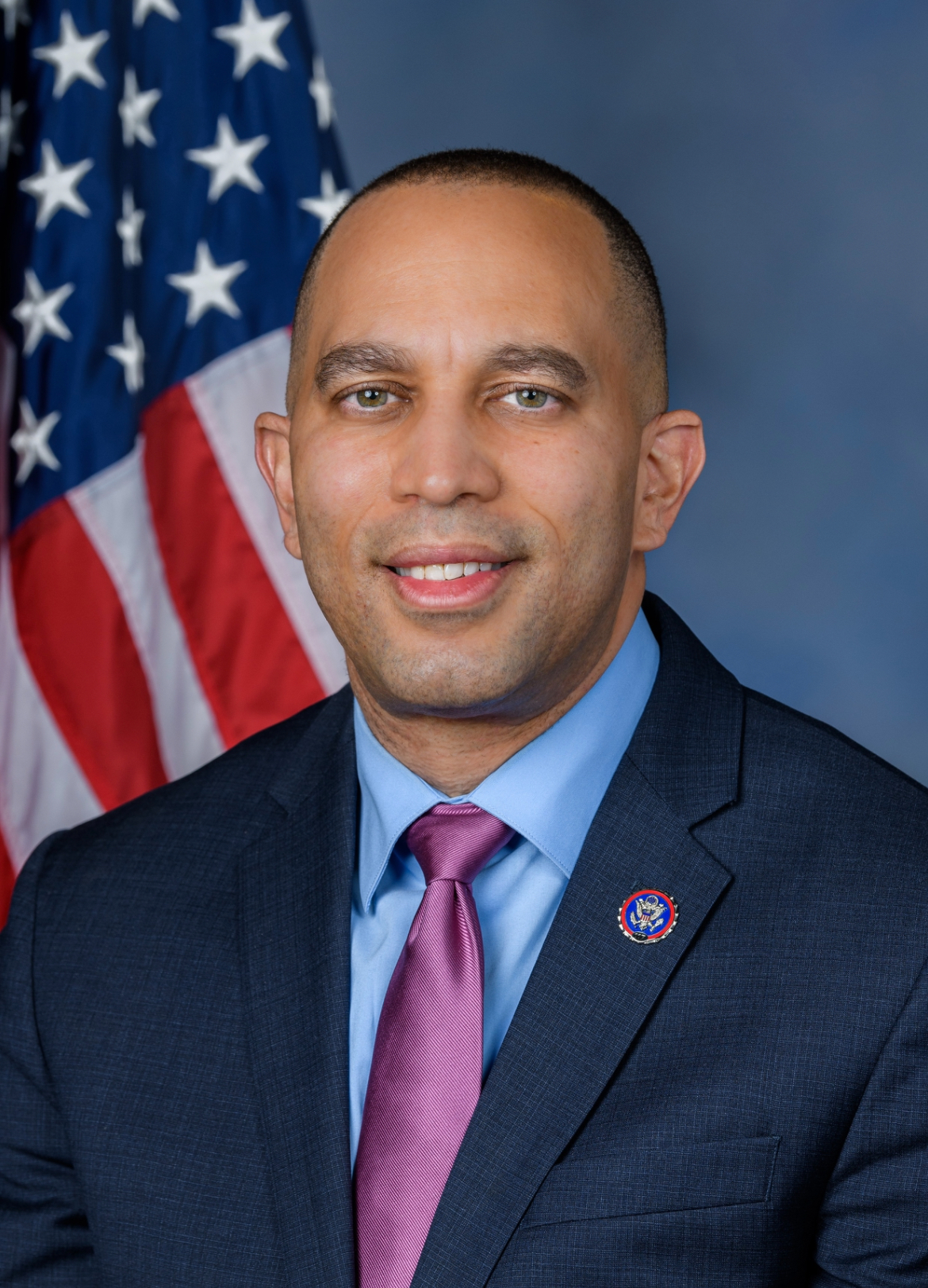
Hakeem Jeffries (D) (2013-)
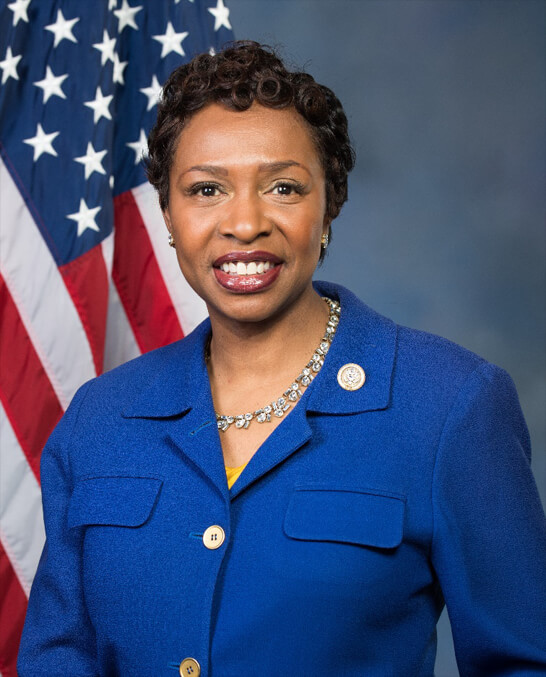
Yvette Clarke (D) (2007-)
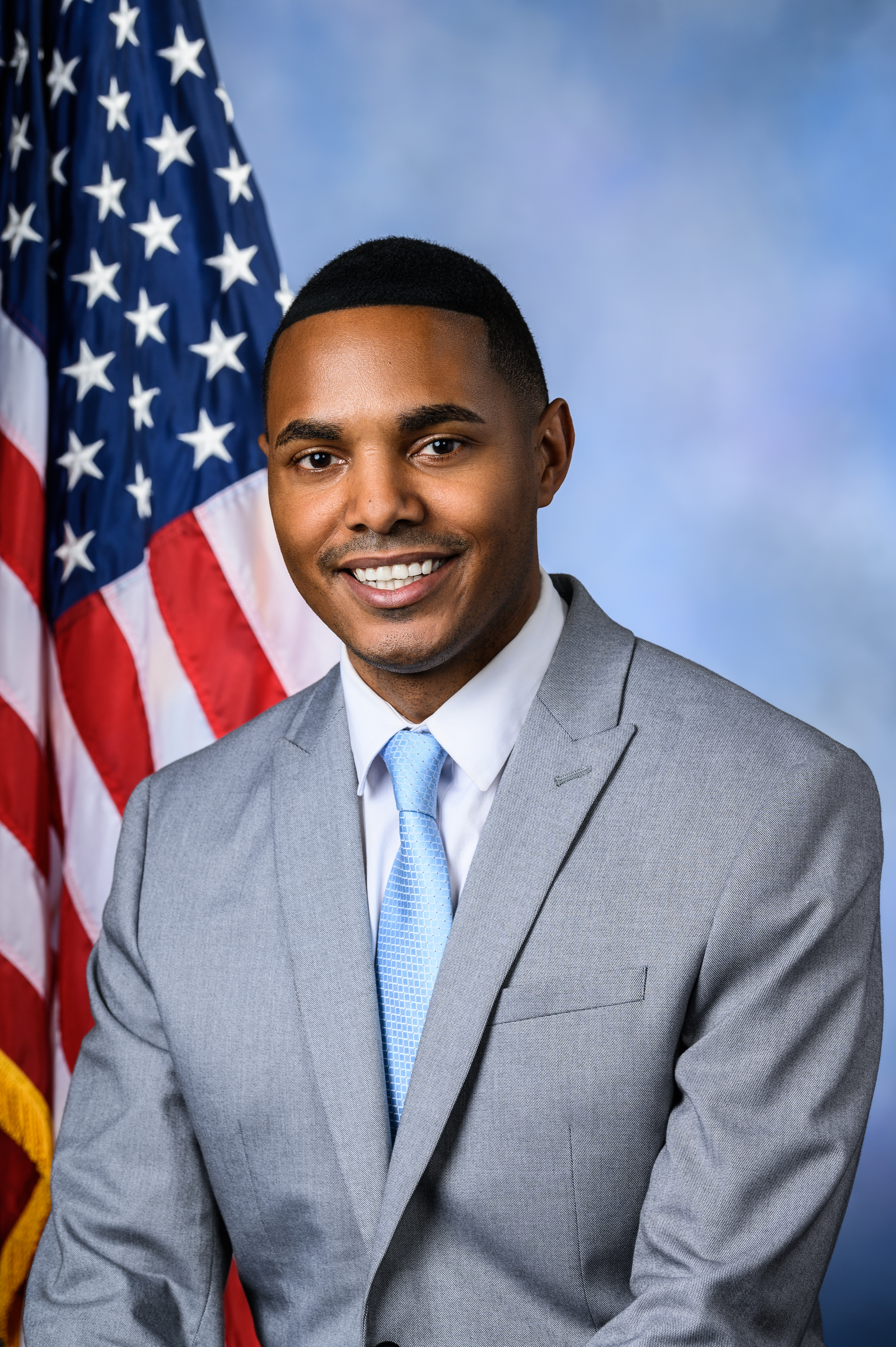
Ritchie Torres (D) (2021-)
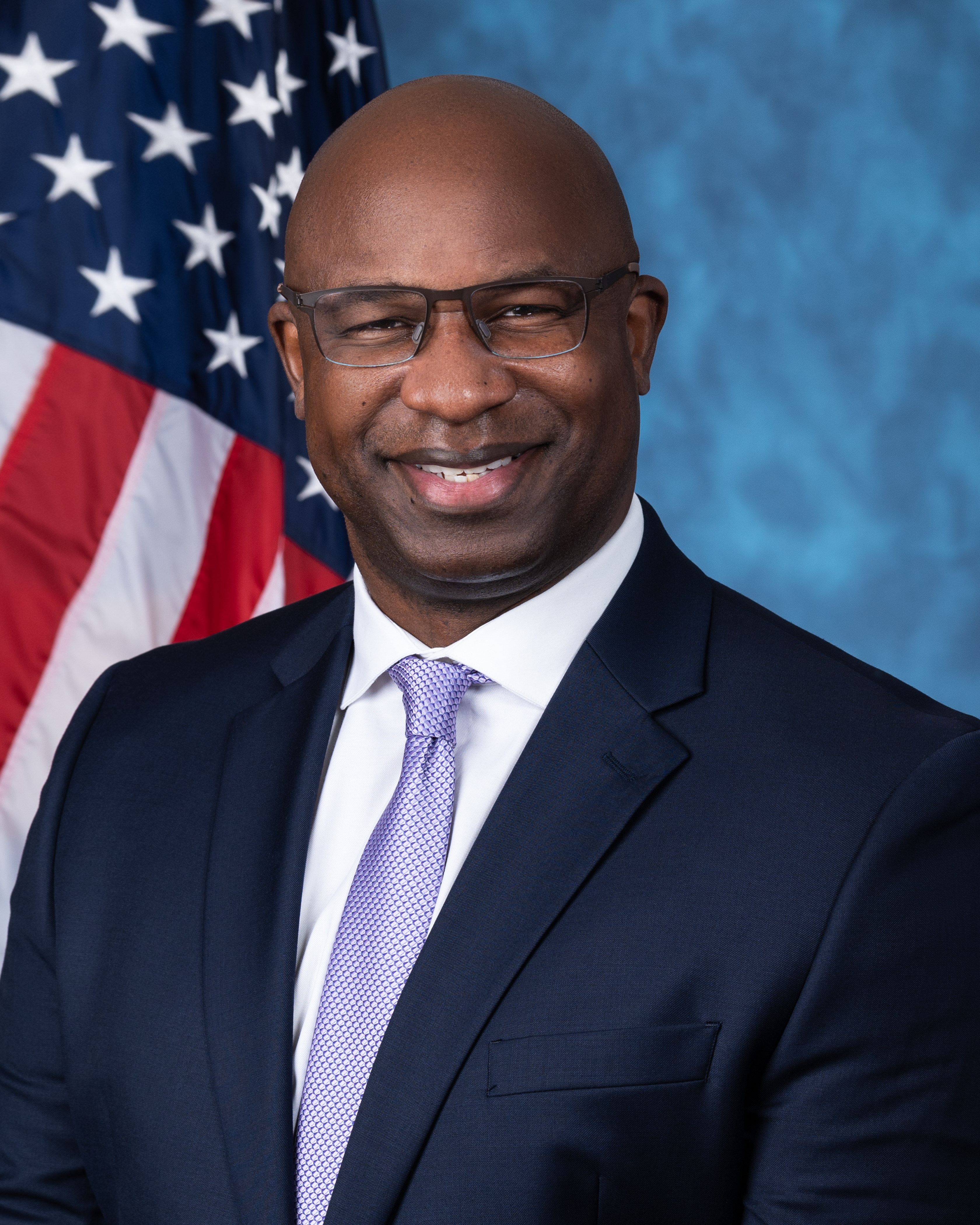
Jamaal Bowman (D) (2021-)
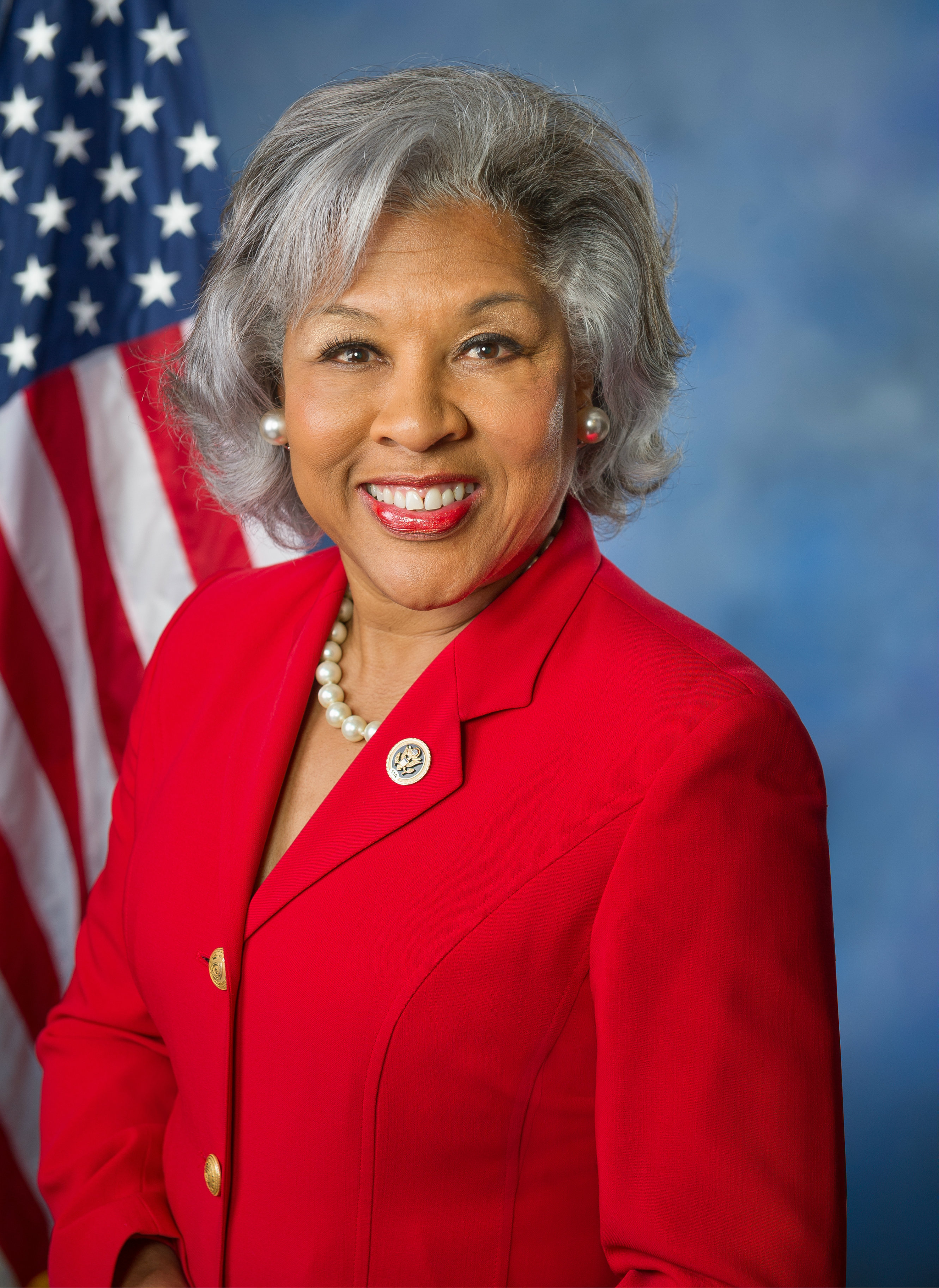
Joyce Beatty (D) (2013-)
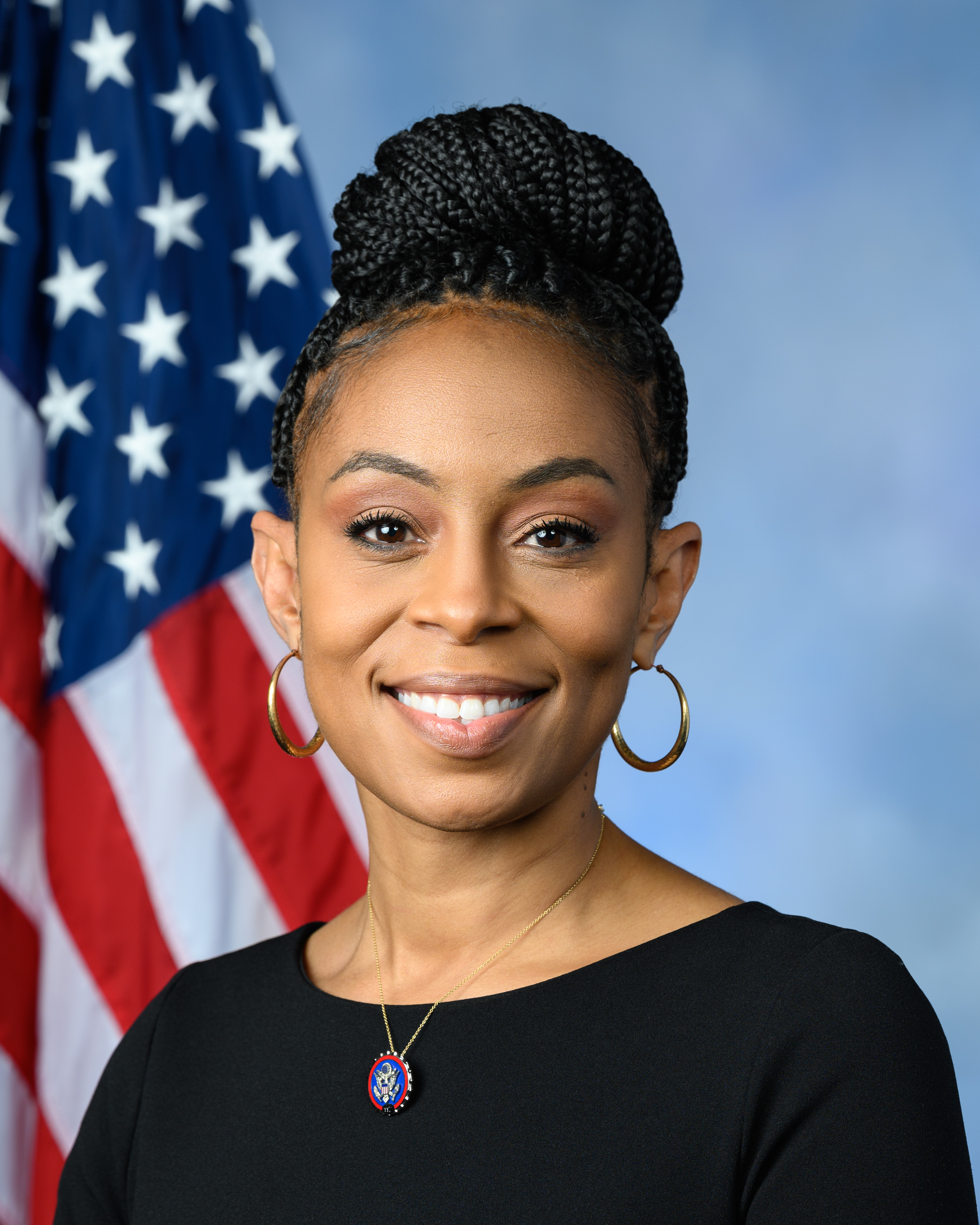
Shontel Brown (D) (2021-)
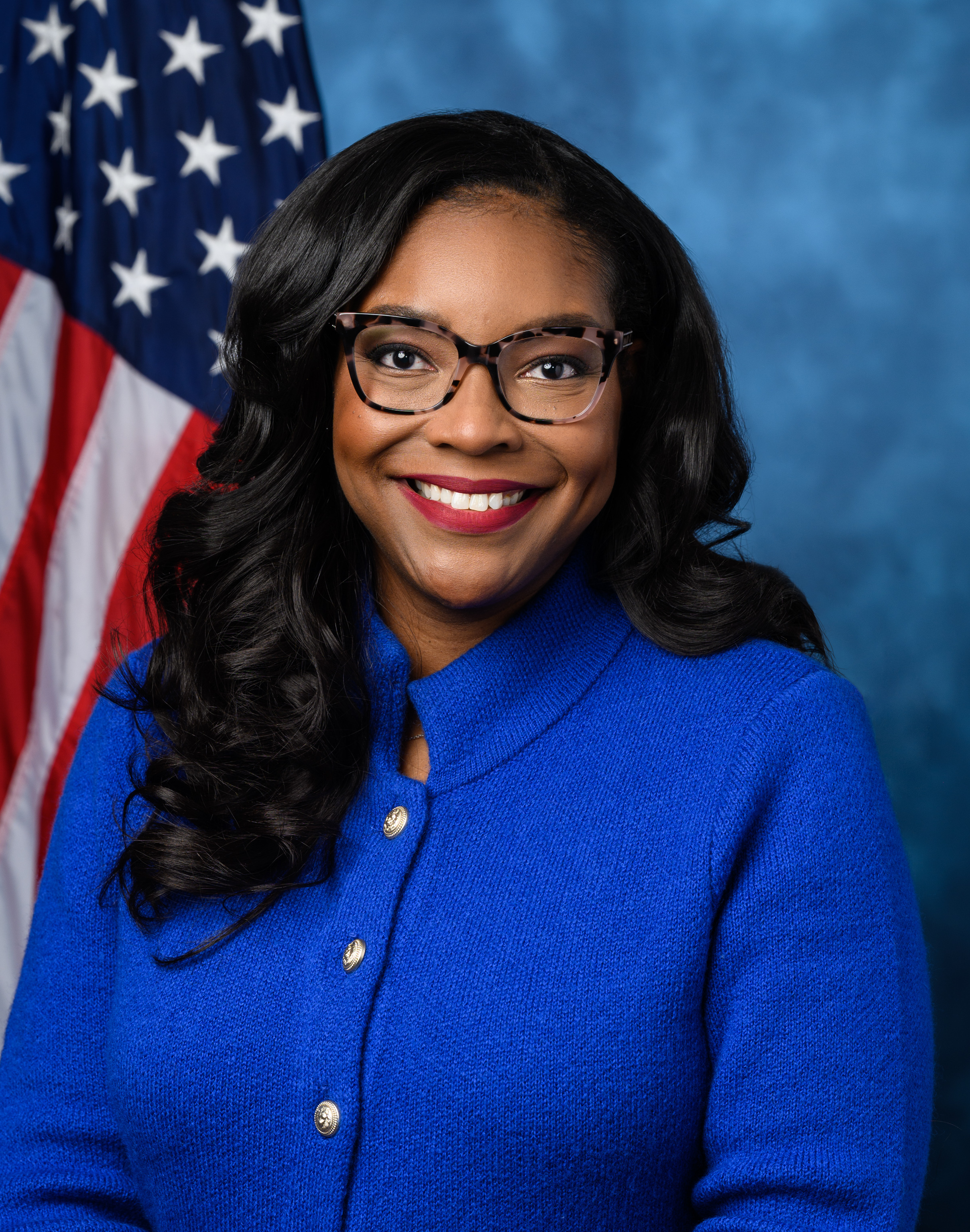
Emilia Sykes (D) (2023-)
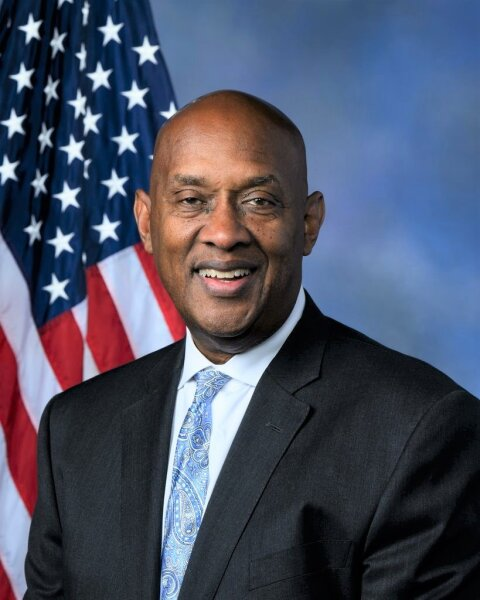
Dwight Evans (D) (2016-)
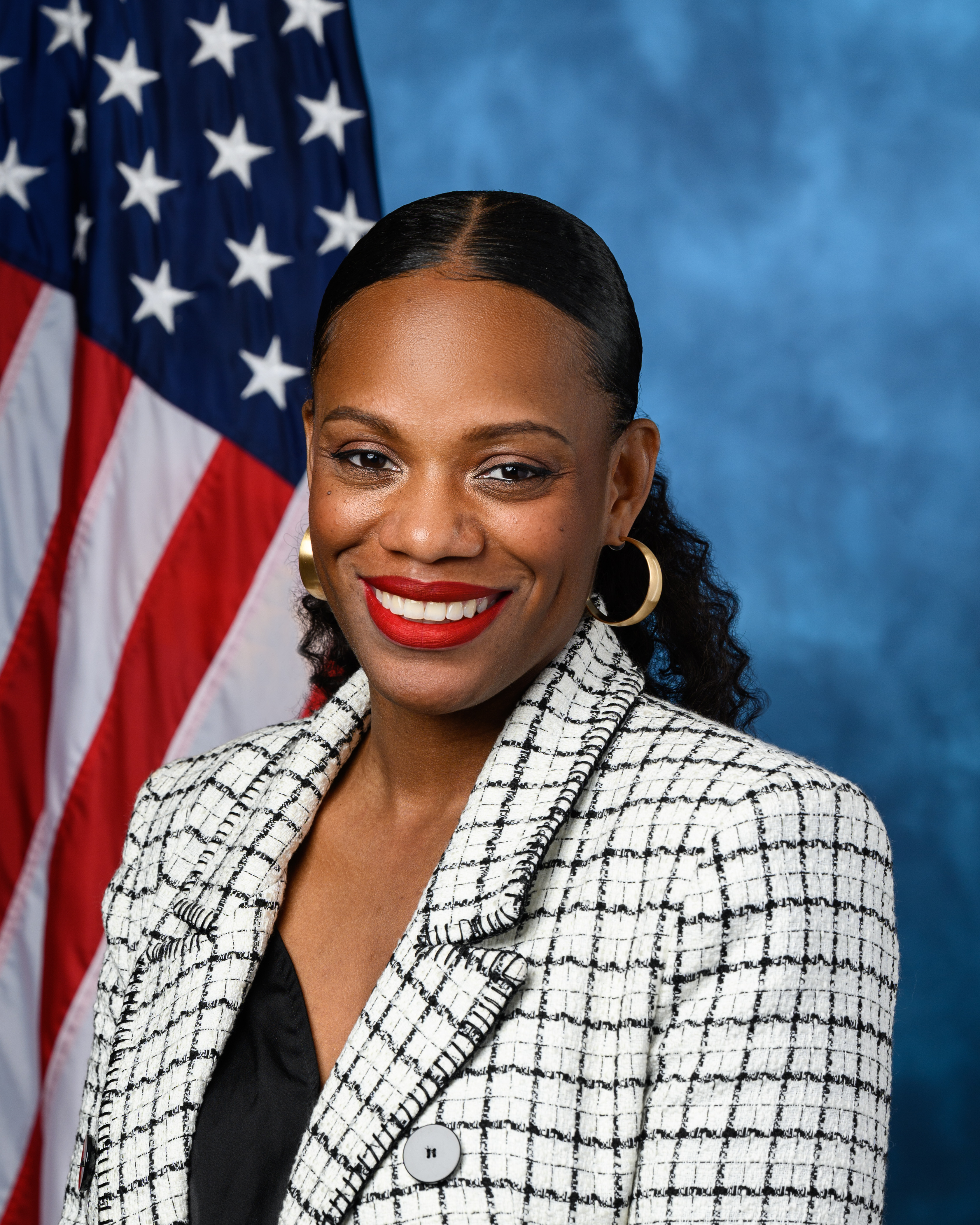
Summer Lee (D) (2023-)
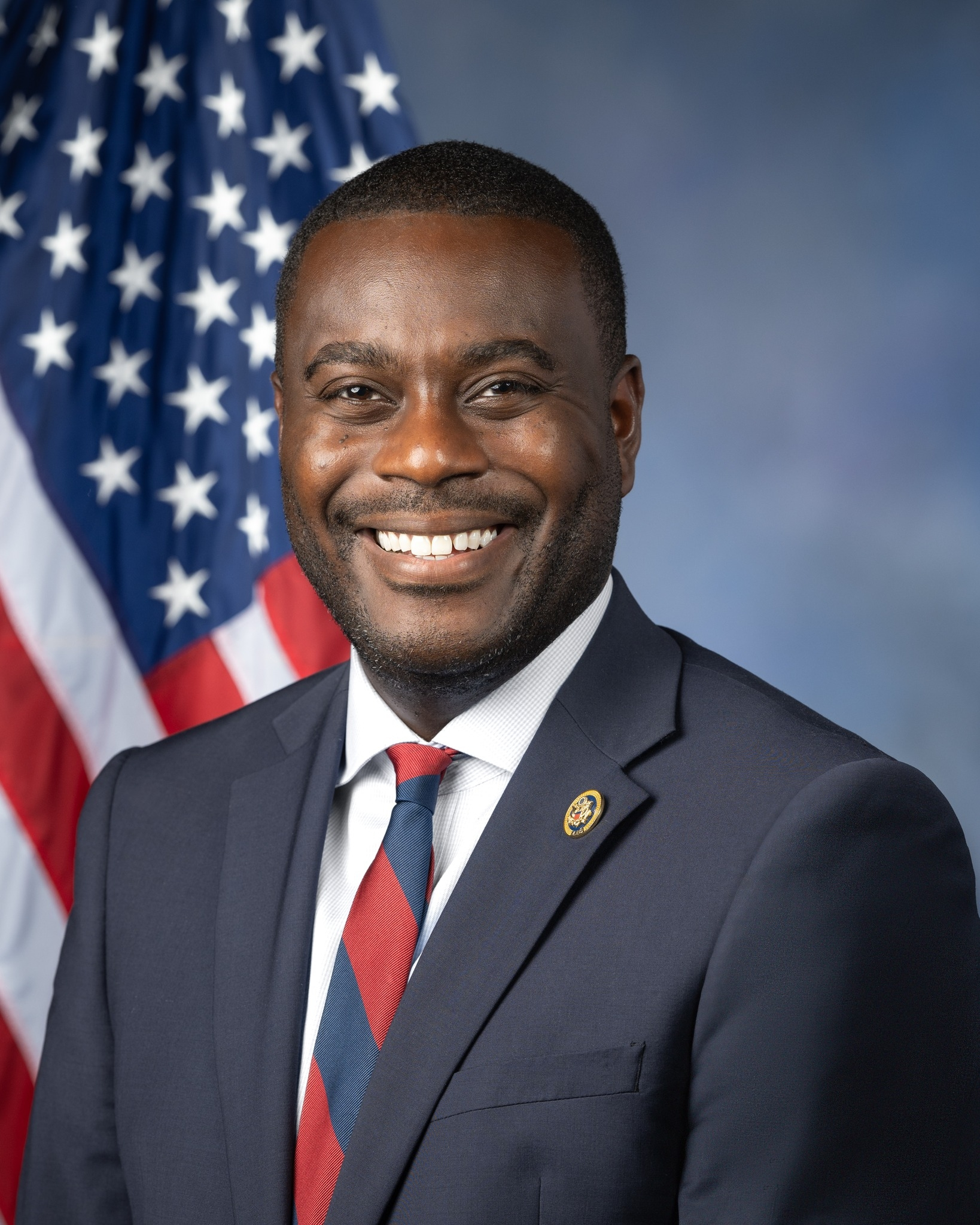
Gabe Amo (D) (2023-)

- Alabama
Terri Sewell (D)
(2011-)
- Califórnia
Barbara Lee (D)
(1998-)
- Califórnia
Sydney Kamlager-Dove (D)
(2023-)
- Califórnia
Maxine Waters (D)
(1991-)
- Carolina do Norte
Don Davis (D)
(2023-)
- Carolina do Norte
Valerie Foushee (D)
(2023-)
- Carolina do Norte
Alma Adams (D)
(2014-)
- Carolina do Sul
Jim Clyburn (D)
(1993-)
- Colorado
Joe Neguse (D)
(2019-)
- Connecticut
Jahana Hayes (D)
(2019-)
- Delaware
Lisa Blunt Rochester (D)
(2017-)
- Distrito de Colúmbia
Eleanor Norton (D)
(1991-)
- Flórida
Maxwell Frost (D)
(2023-)
- Flórida
Sheila McCormick (D)
(2022-)
- Flórida
Frederica Wilson (D)
(2011-)
- Geórgia
Sanford Bishop (D)
(1993-)
- Geórgia
Hank Johnson (D)
(2007-)
- Geórgia
Nikema Williams  (D)
(2021-)
- Geórgia
Lucy McBath (D)
(2019-)
- Geórgia
David Scott (D)
(2003-)
- Illinois
Jonathan Jackson (D)
(2023-)
- Illinois
Robin Kelly (D)
(2013-)
- Illinois
Danny Davis (D)
(1997-)
- Illinois
Lauren Underwood (D)
(2019-)
- Indiana
André Carson (D)
(2008-)
- Luisiana
Troy Carter (D)
(2021-)
- Maryland
Glenn Ivey (D)
(2023-)
- Maryland
Kweisi Mfume (D)
(2020-)
- Massachusetts
Ayanna Pressley (D)
(2019-)
- Minnesota
Ilhan Omar (D)
(2019-)
- Mississippi
Bennie Thompson (D)
(2023-)
- Missouri
Cori Bush (D)
(2021-)
- Missouri
Emanuel Cleaver (D)
(2005-)
- Nevada
Emanuel Cleaver (D)
(2019-)
- Nova Jérsei
Bonnie Watson Coleman (D)
(2015-)
- Nova Iorque
Gregory Meeks (D)
(1998-)
- Nova Iorque
Hakeem Jeffries (D)
(2013-)
- Nova Iorque
Yvette Clarke (D)
(2007-)
- Nova Iorque
Ritchie Torres (D)
(2021-)
- Nova Iorque
Jamaal Bowman (D)
(2021-)
- Ohio
Joyce Beatty (D)
(2013-)
- Ohio
Shontel Brown (D)
(2021-)
- Ohio
Emilia Sykes (D)
(2023-)
- Pensilvânia
Dwight Evans (D)
(2016-)
- Pensilvânia
Summer Lee (D)
(2023-)
- Rhode Island
Gabe Amo (D)
(2023-)